# Liste der Museen in Nordrhein-Westfalen
Die Liste der Museen in Nordrhein-Westfalen gibt einen Überblick über aktuelle und ehemalige Museen in Nordrhein-Westfalen.

## A

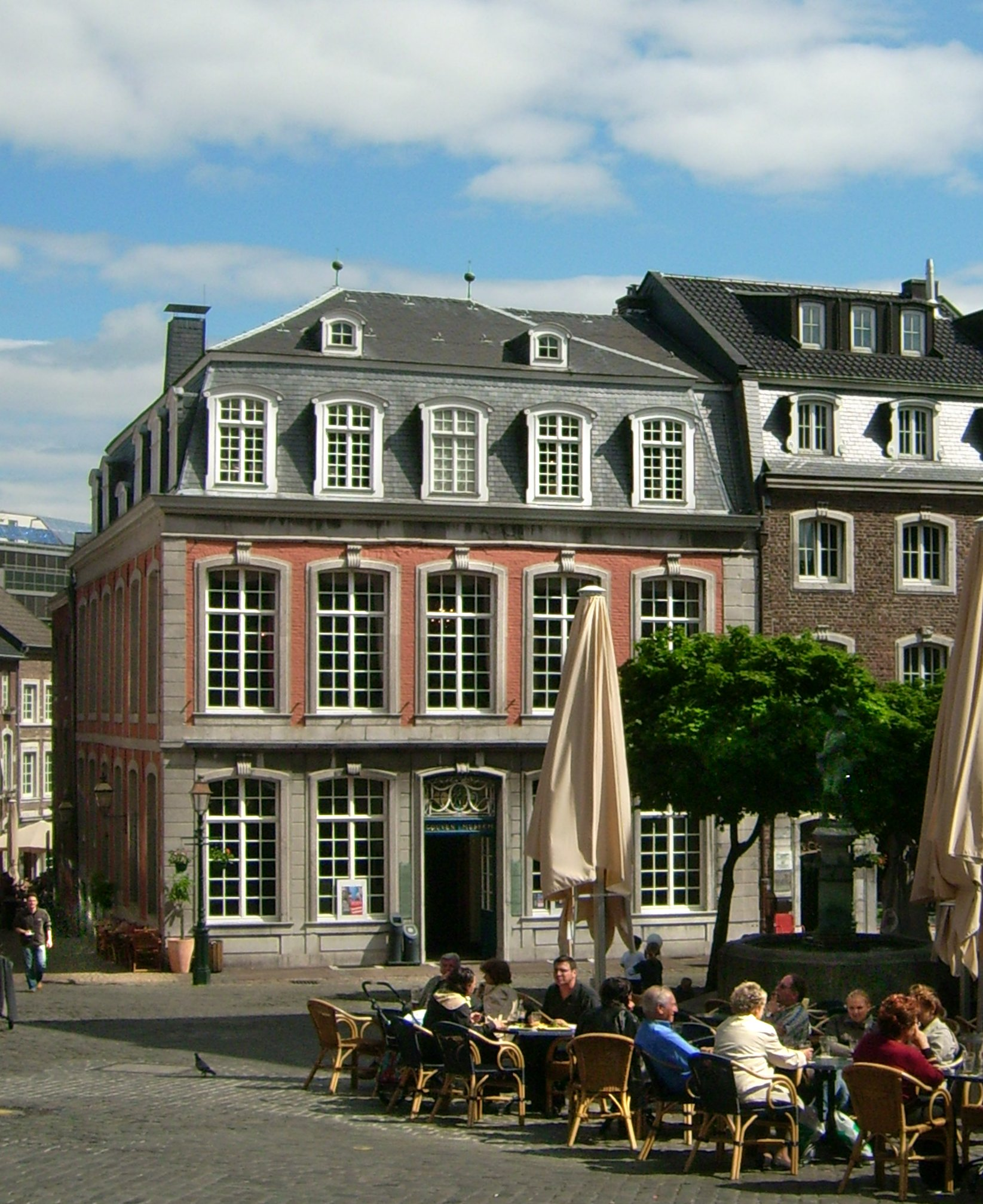
Couven-Museum, Aachen

- Aachen → Liste der Museen in der Städteregion Aachen
- Ahaus → Liste der Museen im Kreis Borken
- Ahlen → Liste der Museen im Kreis Warendorf
- Aldenhoven → Liste der Museen im Kreis Düren
- Alsdorf → Liste der Museen in der Städteregion Aachen
- Altena → Liste der Museen im Märkischen Kreis
- Altenbeken → Liste der Museen im Kreis Paderborn
- Altenberge → Liste der Museen im Kreis Steinfurt
- Arnsberg → Liste der Museen im Hochsauerlandkreis
- Ascheberg → Liste der Museen im Kreis Coesfeld
- Attendorn → Liste der Museen im Kreis Olpe
- Augustdorf  → Liste der Museen im Kreis Lippe

## B

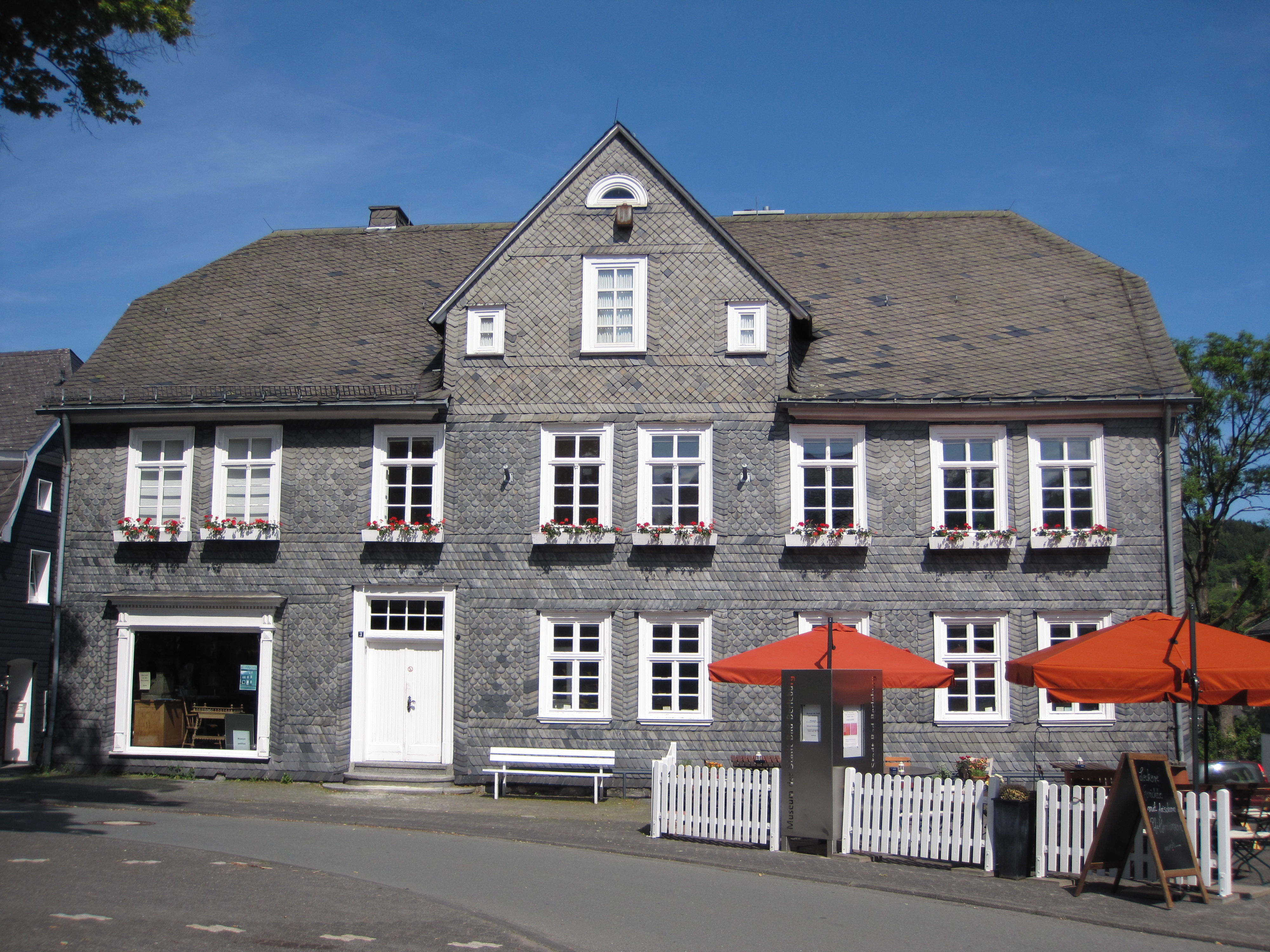
Stadtmuseum, Bad Berleburg

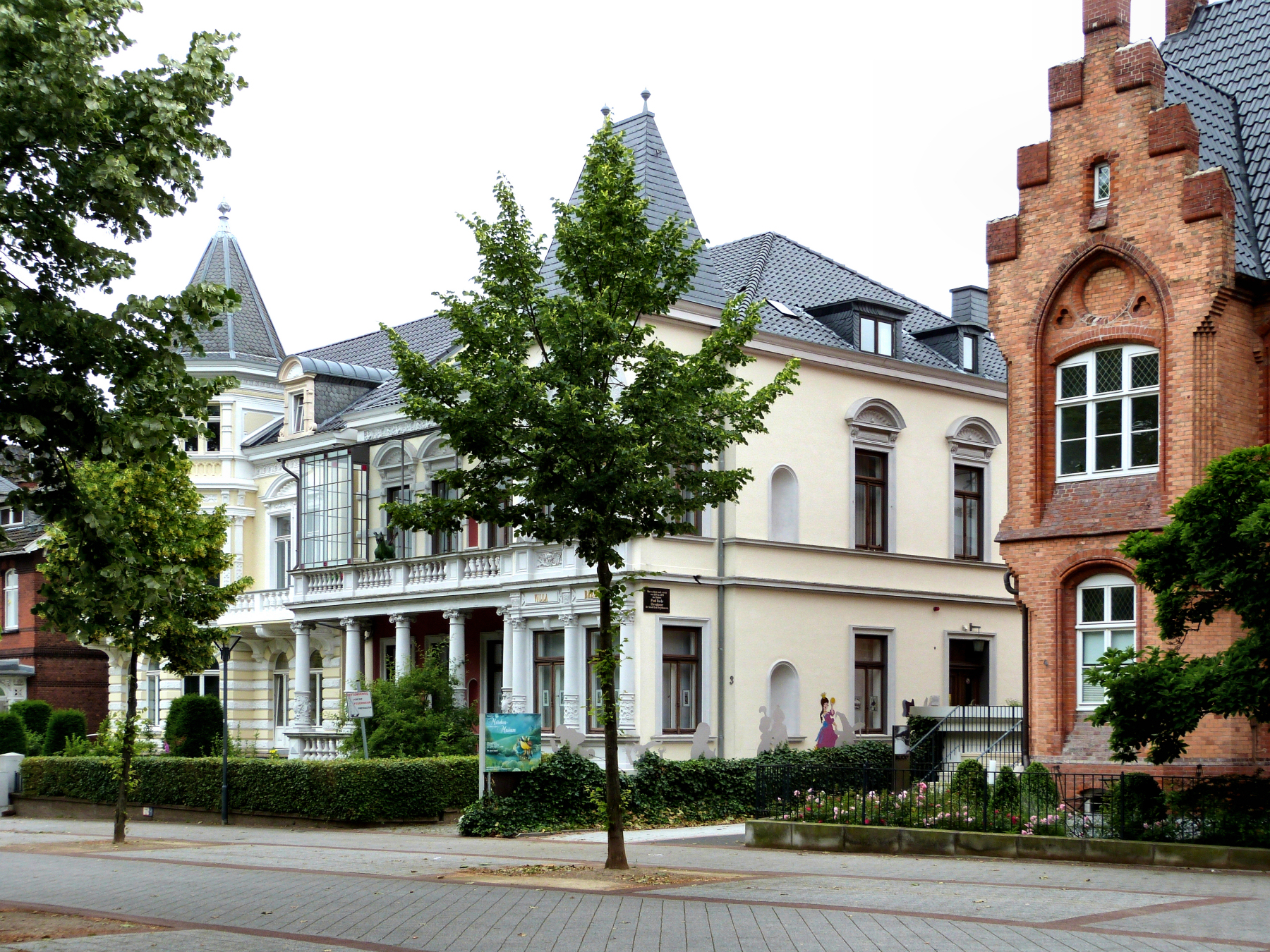
Deutsches Märchen- und Wesersagenmuseum, Bad Oeynhausen

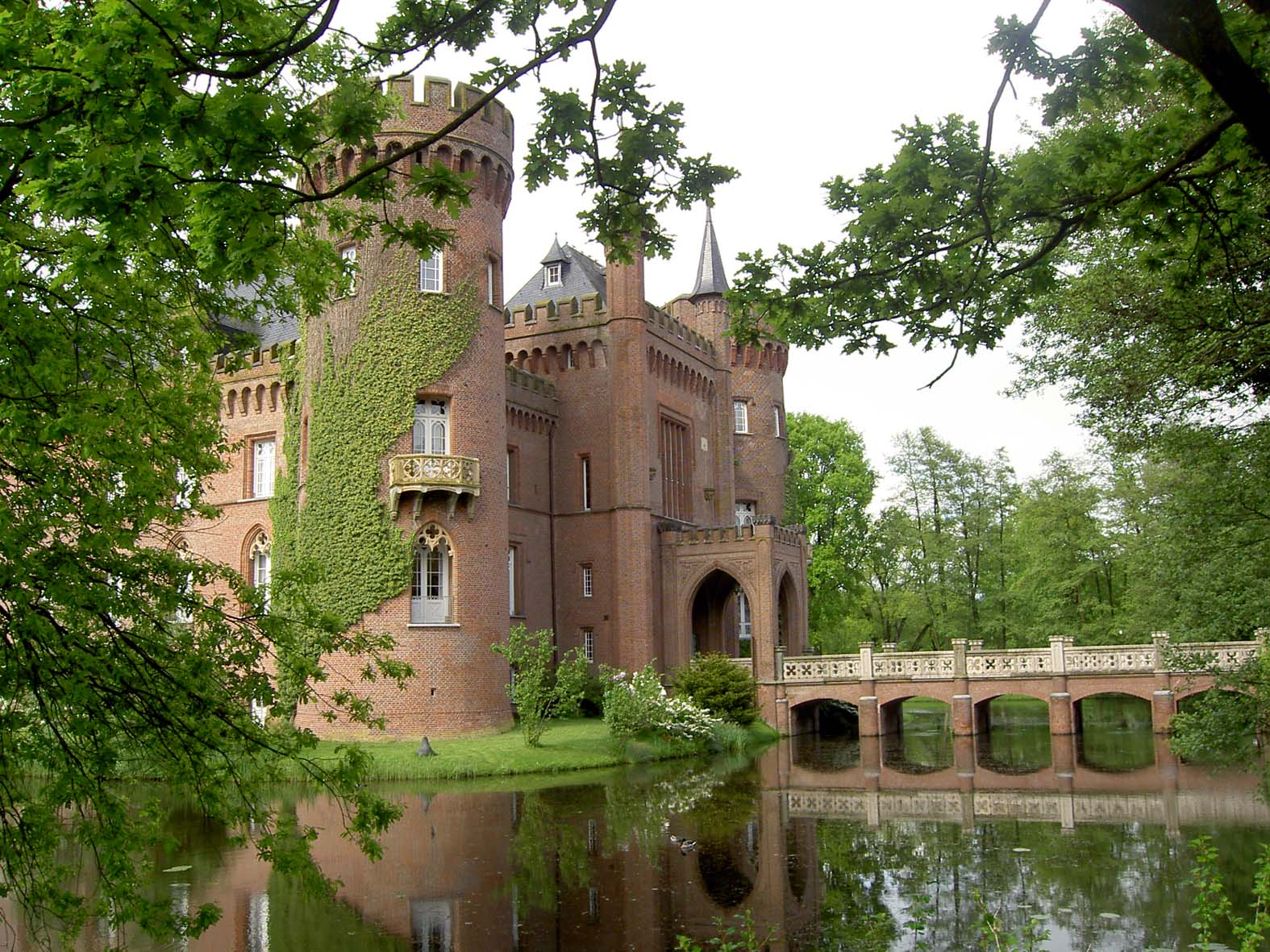
Schloss Moyland, Bedburg-Hau

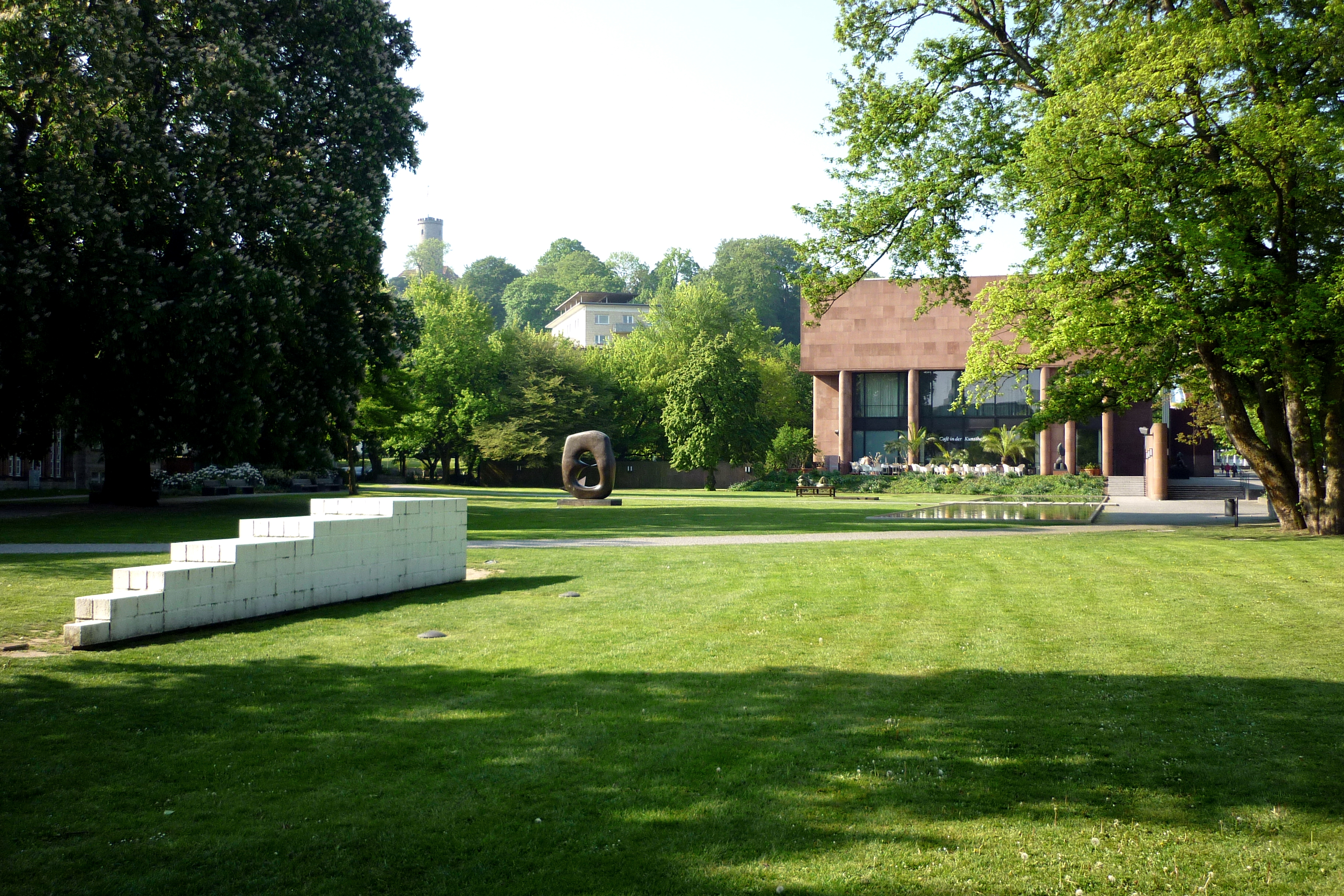
Kunsthalle und Skulpturenpark, Bielefeld

- Bad Berleburg → Liste der Museen im Kreis Siegen-Wittgenstein
- Bad Driburg → Liste der Museen im Kreis Höxter
- Bad Honnef → Liste der Museen im Rhein-Sieg-Kreis
- Bad Laasphe → Liste der Museen im Kreis Siegen-Wittgenstein
- Bad Lippspringe → Liste der Museen im Kreis Paderborn
- Bad Münstereifel → Liste der Museen im Kreis Euskirchen
- Bad Oeynhausen → Liste der Museen im Kreis Minden-Lübbecke
- Bad Wünnenberg → Liste der Museen im Kreis Paderborn
- Balve → Liste der Museen im Märkischen Kreis
- Barntrup  → Liste der Museen im Kreis Lippe
- Beckum → Liste der Museen im Kreis Warendorf
- Bedburg → Liste der Museen im Rhein-Erft-Kreis
- Bedburg-Hau → Liste der Museen im Kreis Kleve
- Bergheim → Liste der Museen im Rhein-Erft-Kreis
- Bergisch Gladbach → Liste der Museen im Rheinisch-Bergischen Kreis
- Bergkamen → Liste der Museen im Kreis Unna
- Bergneustadt → Liste der Museen im Oberbergischen Kreis
- Bestwig → Liste der Museen im Hochsauerlandkreis
- Beverungen → Liste der Museen im Kreis Höxter
- Bielefeld → Liste der Museen in Bielefeld
- Billerbeck → Liste der Museen im Kreis Coesfeld
- Blankenheim → Liste der Museen im Kreis Euskirchen
- Bocholt → Liste der Museen im Kreis Borken
- Bochum → Liste der Museen in Bochum
- Bönen → Liste der Museen im Kreis Unna
- Bonn → Liste der Museen in Bonn
- Borchen → Liste der Museen im Kreis Paderborn
- Borgentreich → Liste der Museen im Kreis Höxter
- Borken → Liste der Museen im Kreis Borken
- Bottrop → Liste der Museen in Bottrop
- Brakel → Liste der Museen im Kreis Höxter
- Breckerfeld → Liste der Museen im Ennepe-Ruhr-Kreis
- Brilon → Liste von Museen im Hochsauerlandkreis
- Brüggen → Liste der Museen im Kreis Viersen
- Brühl → Liste der Museen im Rhein-Erft-Kreis
- Bünde → Liste der Museen im Kreis Herford
- Büren → Liste der Museen im Kreis Paderborn
- Burbach → Liste der Museen im Kreis Siegen-Wittgenstein

## C

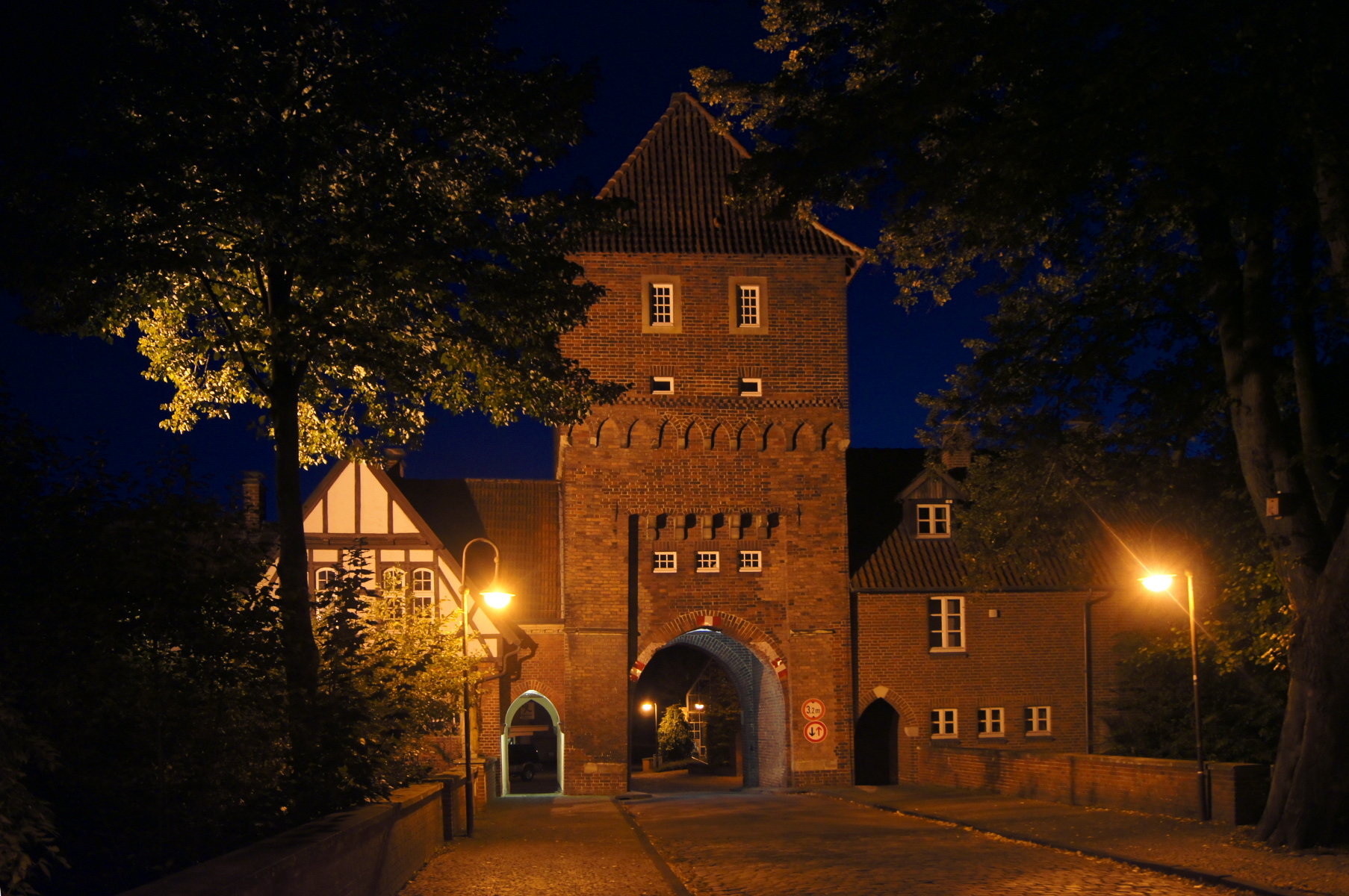
Walkenbrückentor mit Stadtmuseum, Coesfeld

- Castrop-Rauxel → Liste der Museen im Kreis Recklinghausen
- Coesfeld → Liste der Museen im Kreis Coesfeld

## D

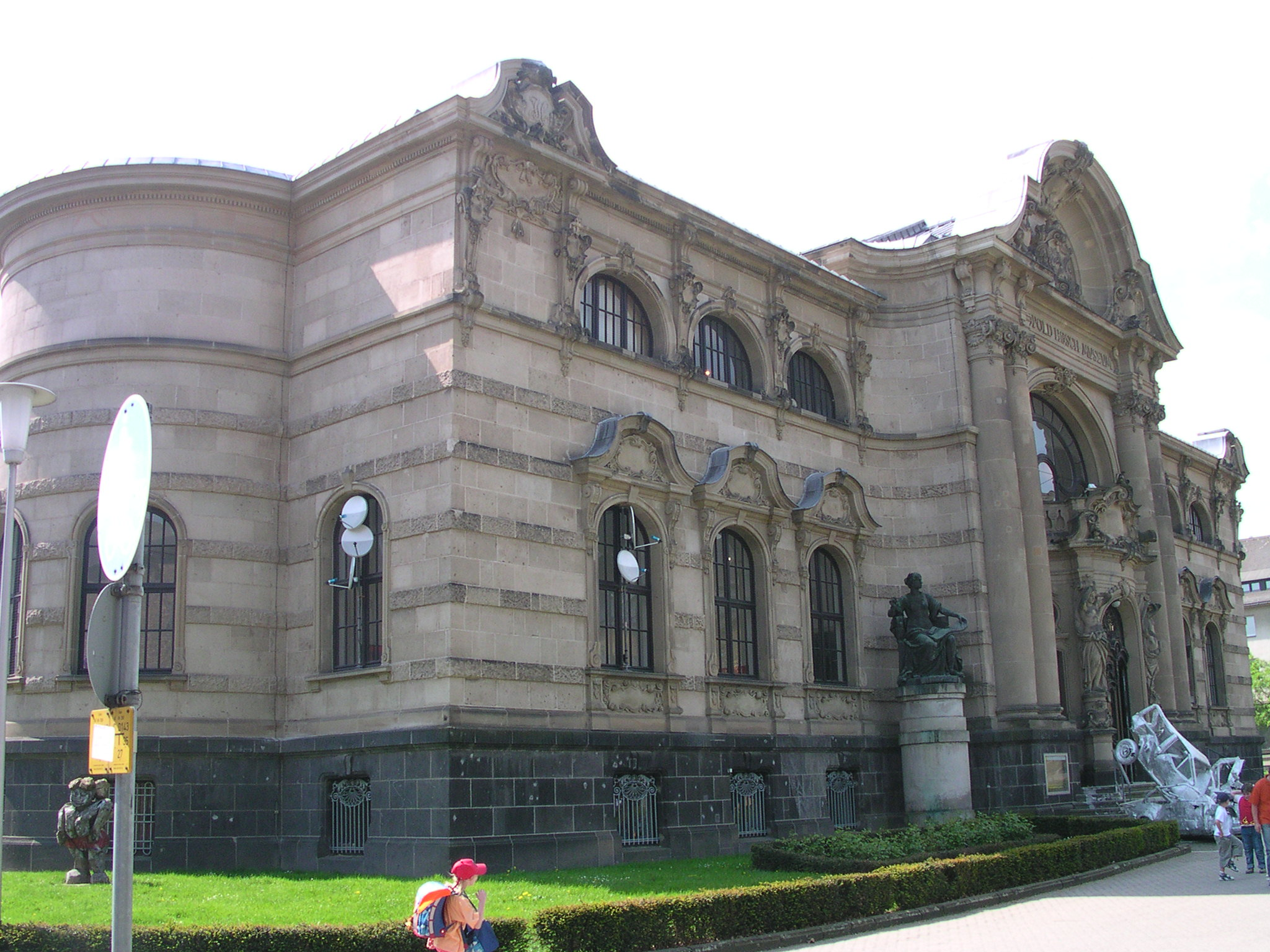
Leopold-Hoesch-Museum, Düren

- Datteln → Liste der Museen im Kreis Recklinghausen
- Delbrück → Liste der Museen im Kreis Paderborn
- Detmold → Liste der Museen im Kreis Lippe
- Dinslaken → Liste der Museen im Kreis Wesel
- Dormagen → Liste der Museen im Rhein-Kreis Neuss
- Dorsten → Liste der Museen im Kreis Recklinghausen
- Dortmund → Liste der Museen in Dortmund
- Drensteinfurt → Liste der Museen im Kreis Warendorf
- Duisburg  → Liste der Museen in Duisburg
- Düren → Liste der Museen im Kreis Düren
- Düsseldorf → Liste der Museen in Düsseldorf

## E

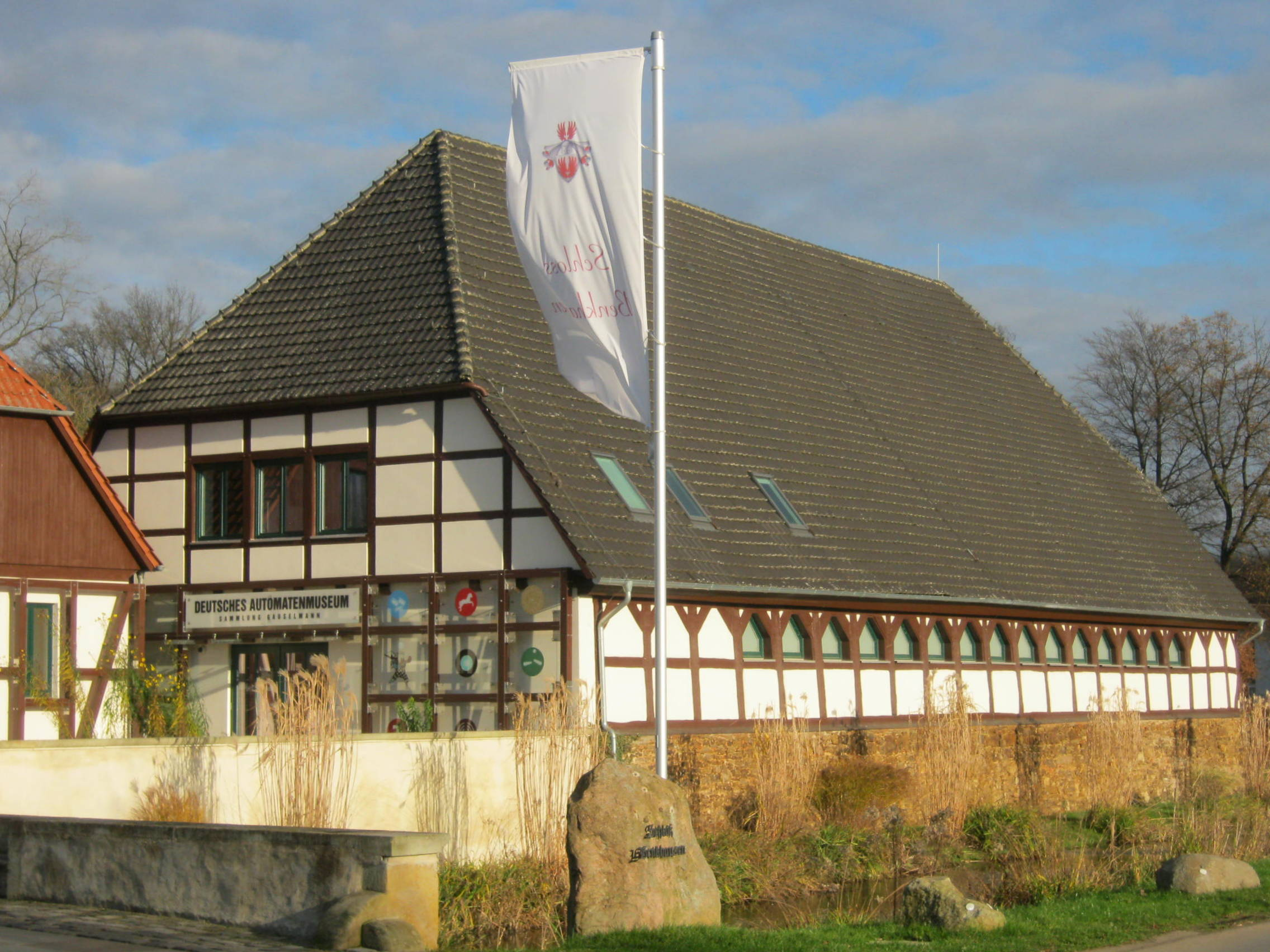
Deutsches Automatenmuseum, Espelkamp

- Emmerich am Rhein → Liste der Museen im Kreis Kleve
- Emsdetten → Liste der Museen im Kreis Steinfurt
- Engelskirchen, Oberbergischer Kreis → Liste der Museen im Oberbergischen Kreis
- Enger → Liste der Museen im Kreis Herford
- Ennepetal → Liste der Museen im Ennepe-Ruhr-Kreis
- Ennigerloh → Liste der Museen im Kreis Warendorf
- Ense → Liste der Museen im Kreis Soest
- Erkelenz → Liste der Museen im Kreis Heinsberg
- Erwitte → Liste der Museen im Kreis Soest
- Eschweiler → Liste der Museen in der Städteregion Aachen
- Eslohe → Liste der Museen im Hochsauerlandkreis
- Espelkamp → Liste der Museen im Kreis Minden-Lübbecke
- Essen → Liste der Museen in Essen
- Euskirchen → Liste der Museen im Kreis Euskirchen
- Everswinkel → Liste der Museen im Kreis Warendorf
- Extertal  → Liste der Museen im Kreis Lippe

## F
- Finnentrop → Liste der Museen im Kreis Olpe
- Frechen → Liste der Museen im Rhein-Erft-Kreis
- Freudenberg → Liste der Museen im Kreis Siegen-Wittgenstein
- Fröndenberg/Ruhr → Liste der Museen im Kreis Unna

## G

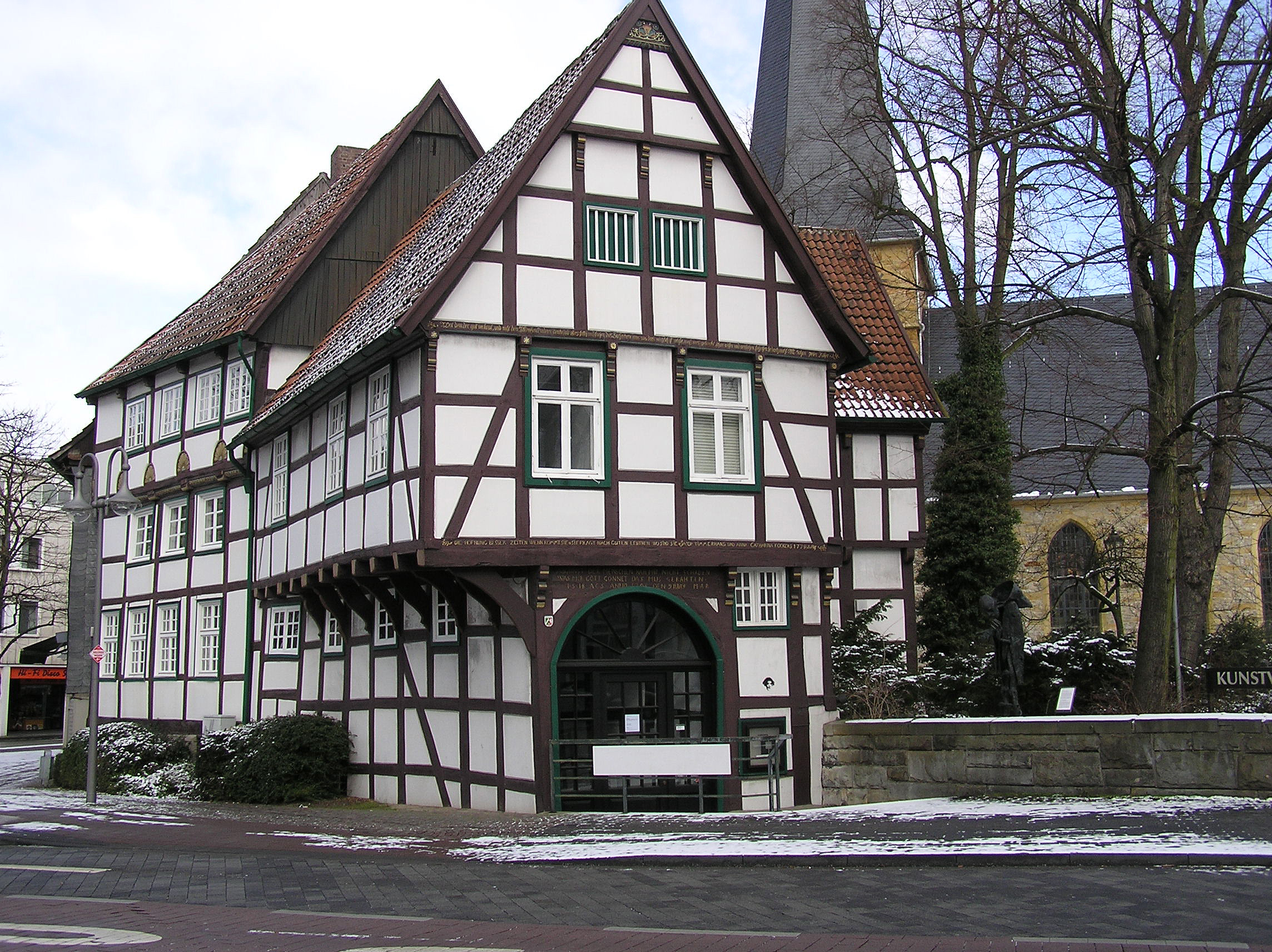
Kunstverein, Gütersloh

- Gangelt → Liste der Museen im Kreis Heinsberg
- Gelsenkirchen → Liste der Museen in Gelsenkirchen
- Gescher → Liste der Museen im Kreis Borken
- Geseke → Liste der Museen im Kreis Soest
- Gladbeck → Liste der Museen im Kreis Recklinghausen
- Goch → Liste der Museen im Kreis Kleve
- Grefrath → Liste der Museen im Kreis Viersen
- Greven → Liste der Museen im Kreis Steinfurt
- Grevenbroich → Liste der Museen im Rhein-Kreis Neuss
- Gronau → Liste der Museen im Kreis Borken
- Gummersbach → Liste der Museen im Oberbergischen Kreis
- Gütersloh → Liste der Museen im Kreis Gütersloh

## H

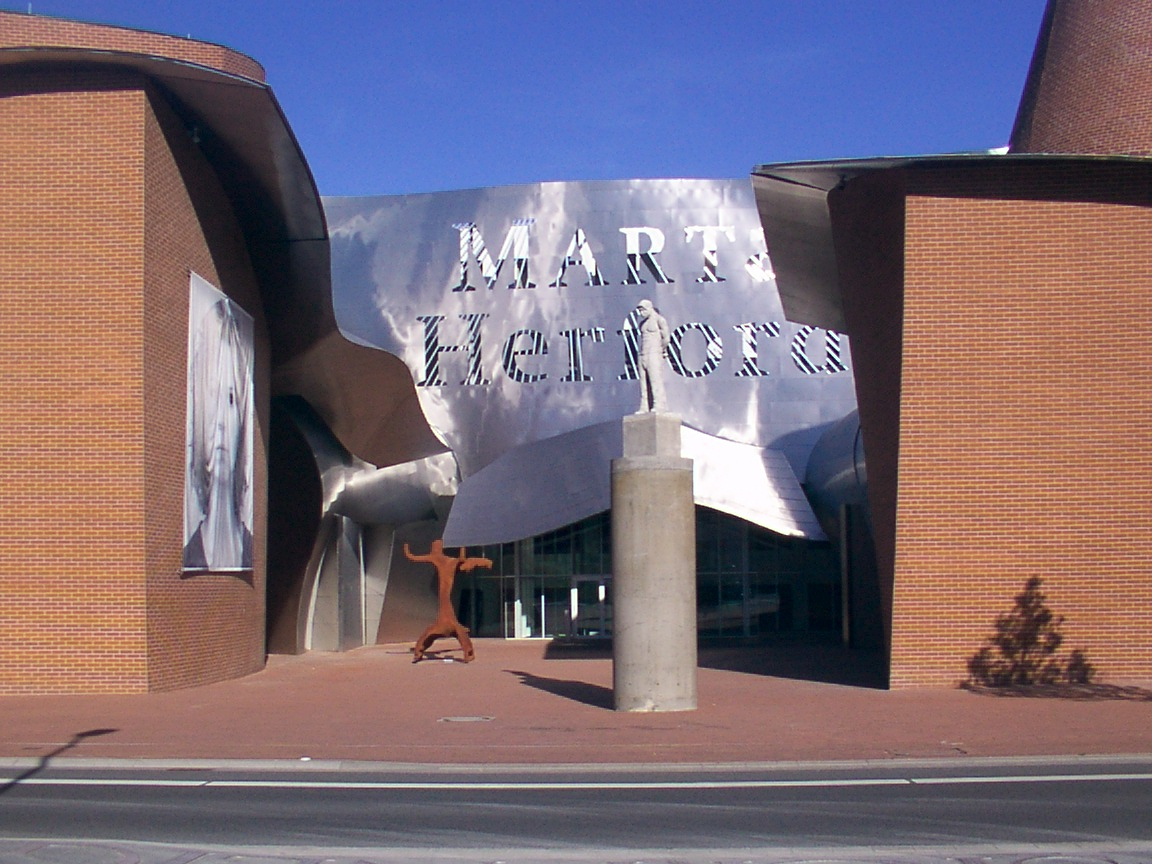
Marta, Herford

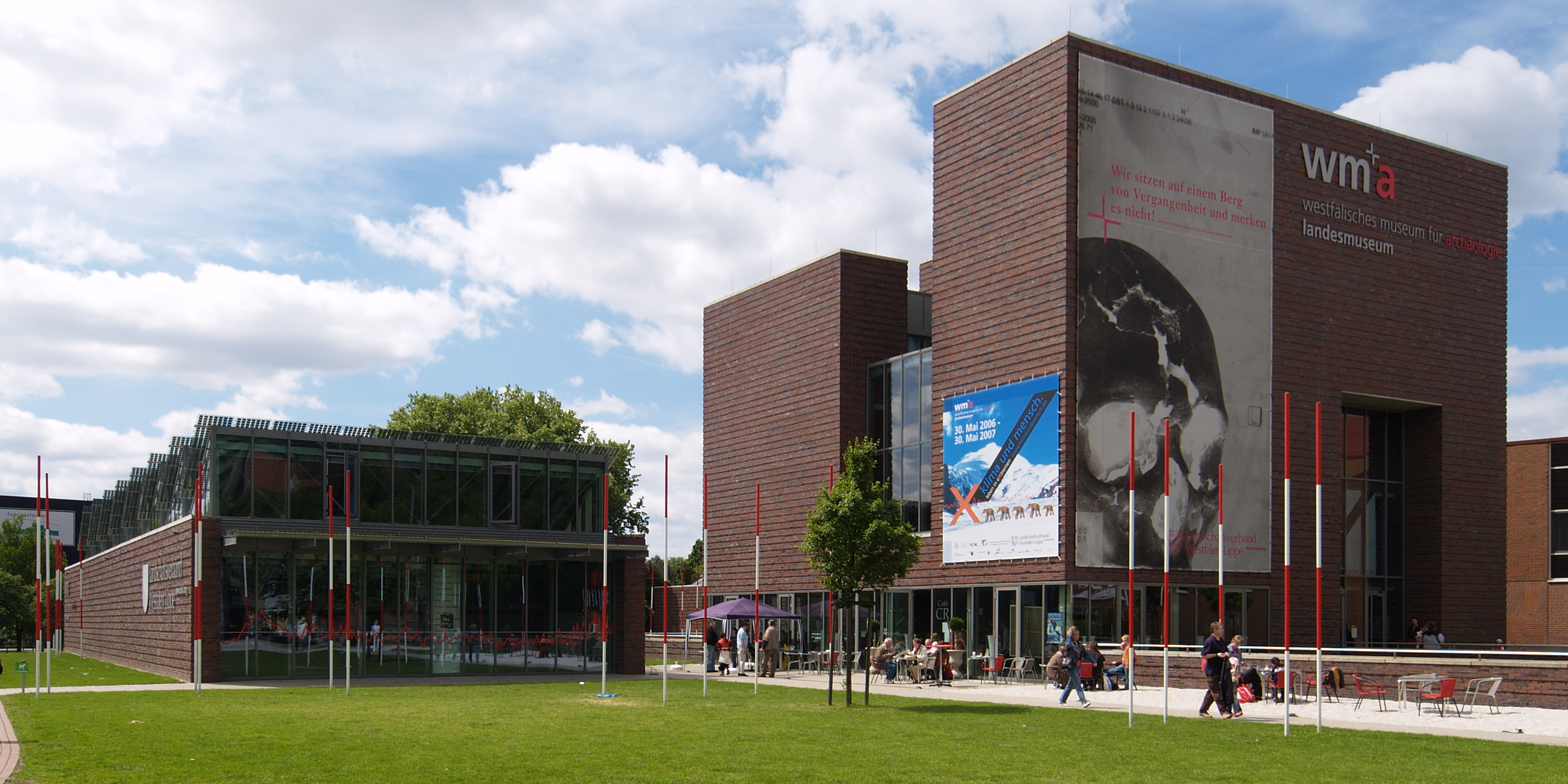
LWL-Museum für Archäologie, Herne

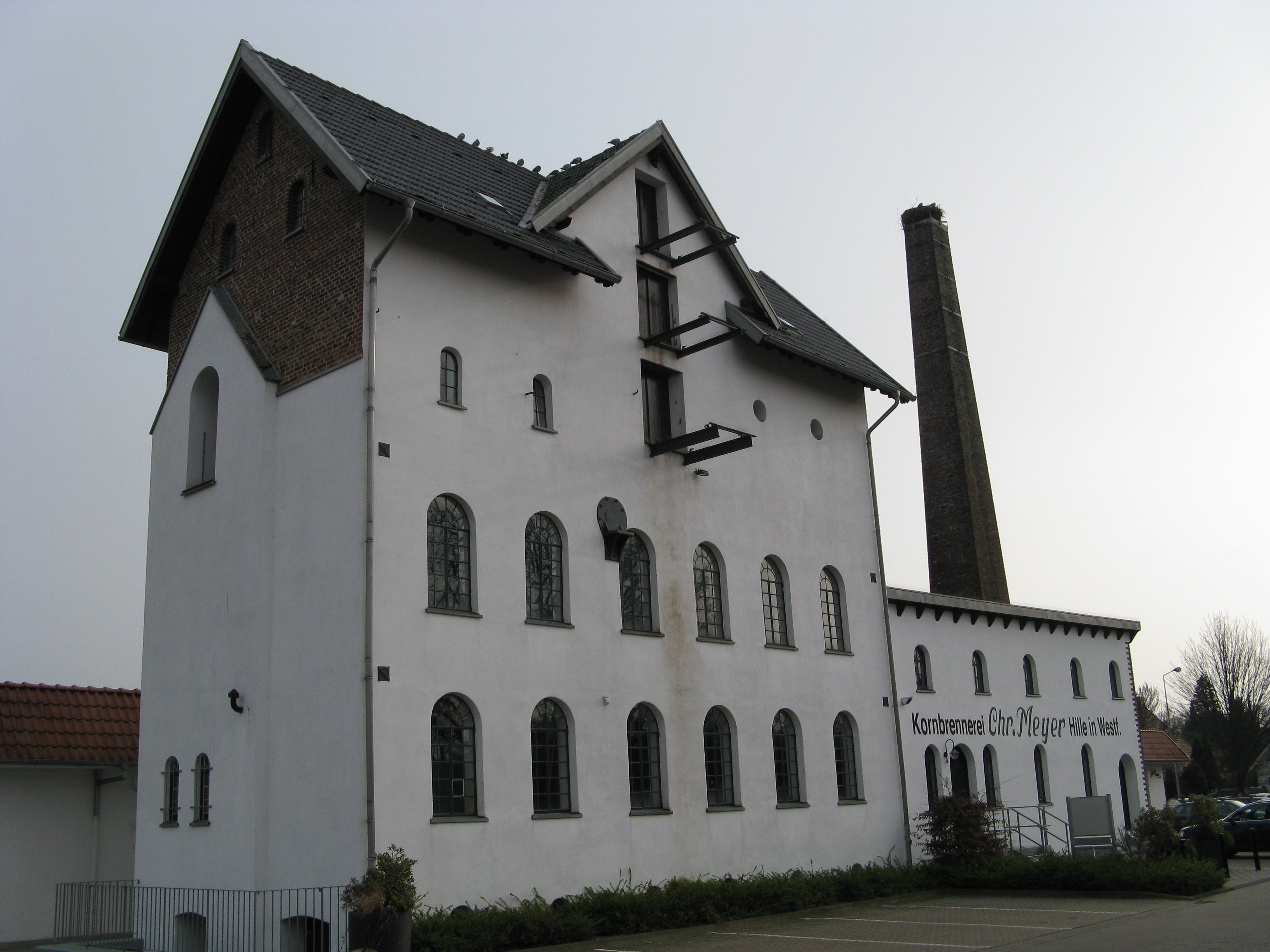
Kornbrennerei Meyer, Hille

- Haan → Liste der Museen im Kreis Mettmann
- Hagen → Liste der Museen in Hagen
- Halle → Liste der Museen im Kreis Gütersloh
- Haltern am See → Liste der Museen im Kreis Recklinghausen
- Halver → Liste der Museen im Märkischen Kreis
- Hamm → Liste der Museen in Hamm
- Harsewinkel → Liste der Museen im Kreis Gütersloh
- Hattingen → Liste der Museen im Ennepe-Ruhr-Kreis
- Havixbeck → Liste der Museen im Kreis Coesfeld
- Heiligenhaus → Liste der Museen im Kreis Mettmann
- Heimbach (Eifel) → Liste der Museen im Kreis Düren
- Heinsberg → Liste der Museen im Kreis Heinsberg
- Hellenthal → Liste der Museen im Kreis Euskirchen
- Hemer → Liste der Museen im Märkischen Kreis
- Hennef → Liste der Museen im Rhein-Sieg-Kreis
- Herdecke → Liste der Museen im Ennepe-Ruhr-Kreis
- Herford  → Liste der Museen im Kreis Herford
- Herne → Liste der Museen in Herne
- Herscheid → Liste der Museen im Märkischen Kreis
- Herten → Liste der Museen im Kreis Recklinghausen
- Hiddenhausen → Liste der Museen im Kreis Herford
- Hilchenbach → Liste der Museen im Kreis Siegen-Wittgenstein
- Hilden → Liste der Museen im Kreis Mettmann
- Hille → Liste der Museen im Kreis Minden-Lübbecke
- Hörstel → Liste der Museen im Kreis Steinfurt
- Hövelhof → Liste der Museen im Kreis Paderborn
- Höxter → Liste der Museen im Kreis Höxter
- Hopsten → Liste der Museen im Kreis Steinfurt
- Horn-Bad Meinberg → Liste der Museen im Kreis Lippe
- Hückelhoven → Liste der Museen im Kreis Heinsberg
- Hückeswagen → Liste der Museen im Oberbergischen Kreis
- Hüllhorst → Liste der Museen im Kreis Minden-Lübbecke
- Hünxe → Liste der Museen im Kreis Wesel
- Hürth → Liste der Museen im Rhein-Erft-Kreis
- Hürtgenwald → Liste der Museen im Kreis Düren

## I
- Ibbenbüren → Liste der Museen im Kreis Steinfurt
- Inden → Liste der Museen im Kreis Düren
- Iserlohn → Liste der Museen im Märkischen Kreis
- Isselburg → Liste der Museen im Kreis Borken

## J
- Jülich → Liste der Museen im Kreis Düren

## K

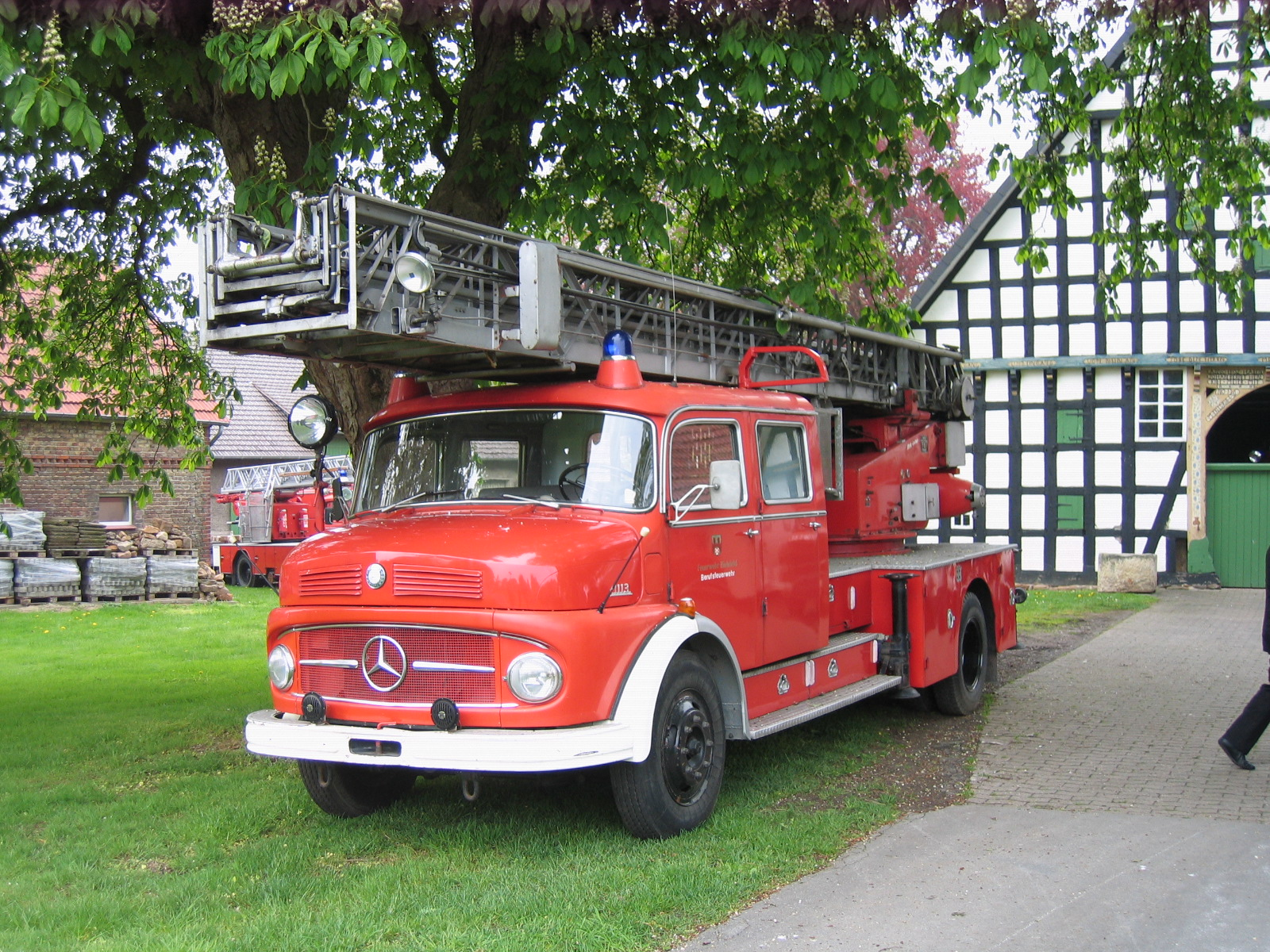
Feuerwehrmuseum, Kirchlengern

- Kaarst → Liste der Museen im Rhein-Kreis Neuss
- Kalkar → Liste der Museen im Kreis Kleve
- Kalletal  → Liste der Museen im Kreis Lippe
- Kamp-Lintfort → Liste der Museen im Kreis Wesel
- Kempen → Liste der Museen im Kreis Viersen
- Kerpen → Liste der Museen im Rhein-Erft-Kreis
- Kevelaer → Liste der Museen im Kreis Kleve
- Kierspe → Liste der Museen im Märkischen Kreis
- Kirchhundem → Liste der Museen im Kreis Olpe
- Kirchlengern → Liste der Museen im Kreis Herford
- Kleve → Liste der Museen im Kreis Kleve
- Köln → Liste der Museen in Köln
- Kommern → Liste der Museen im Kreis Euskirchen
- Königswinter → Liste der Museen im Rhein-Sieg-Kreis
- Kranenburg (Niederrhein) → Liste der Museen im Kreis Kleve
- Krefeld → Liste der Museen in Krefeld
- Kreuztal → Liste der Museen im Kreis Siegen-Wittgenstein
- Kürten → Liste der Museen im Rheinisch-Bergischen Kreis

## L

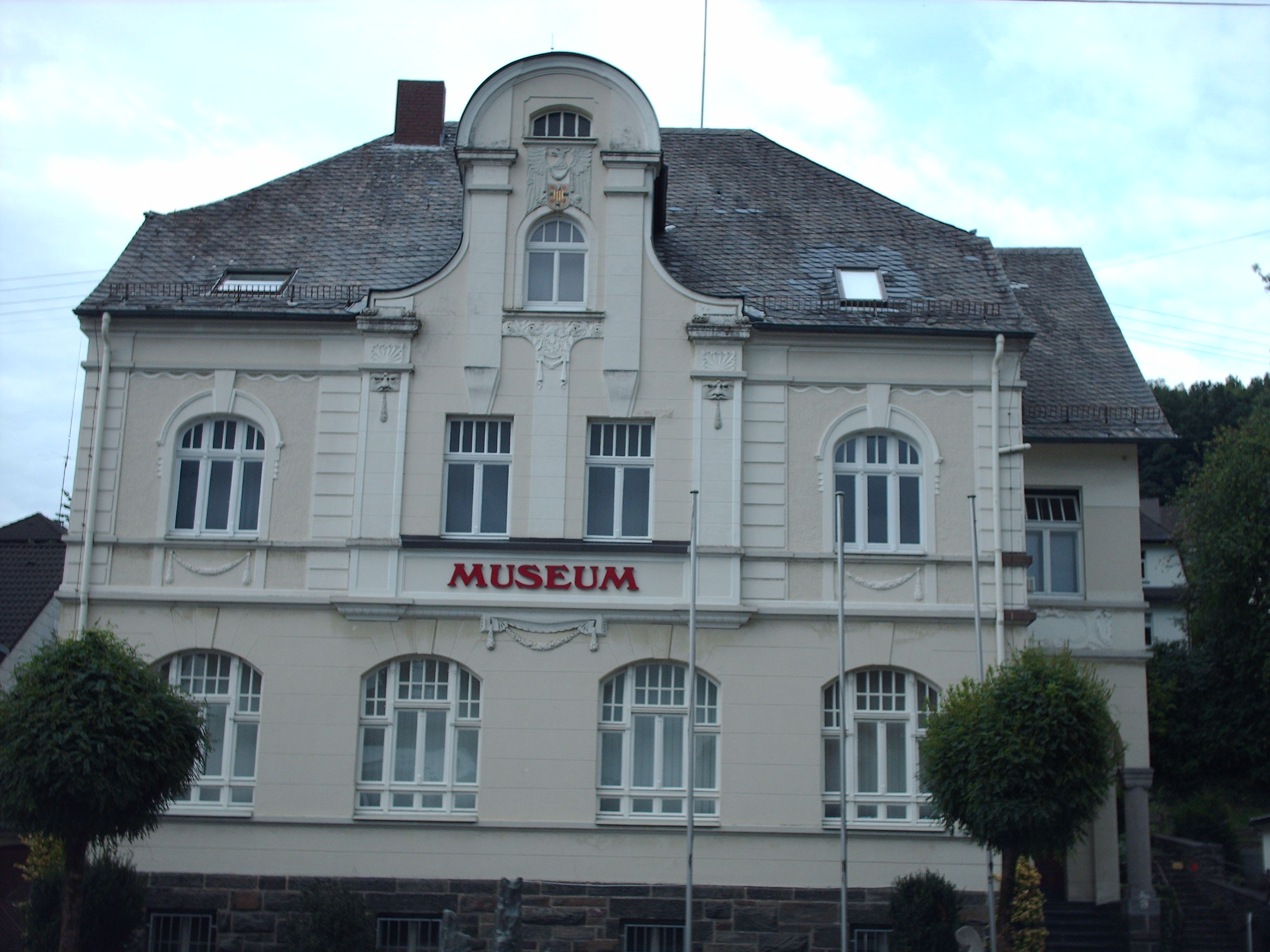
Stadtmuseum, Lennestadt

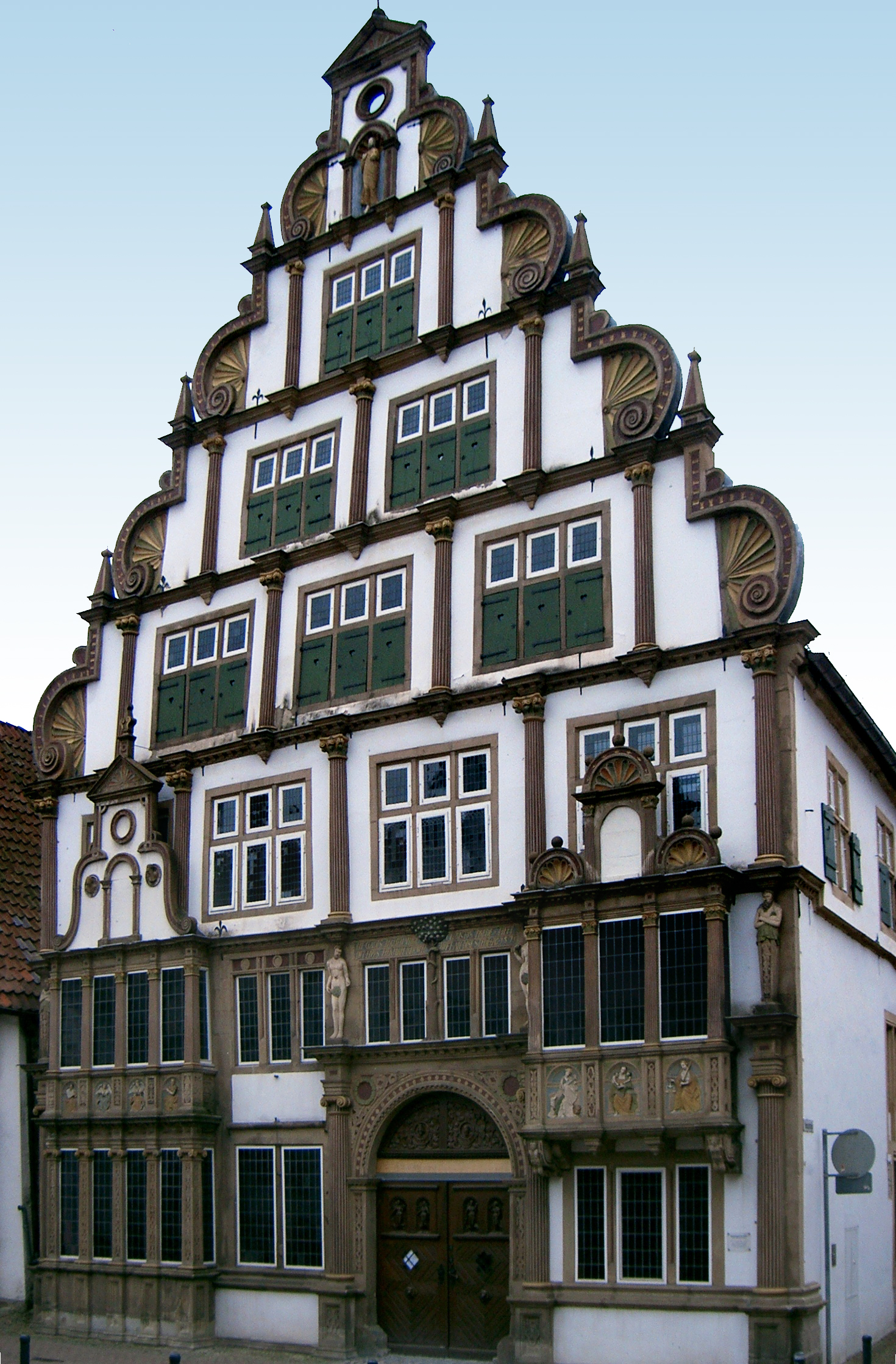
Hexenbürgermeisterhaus, Lemgo

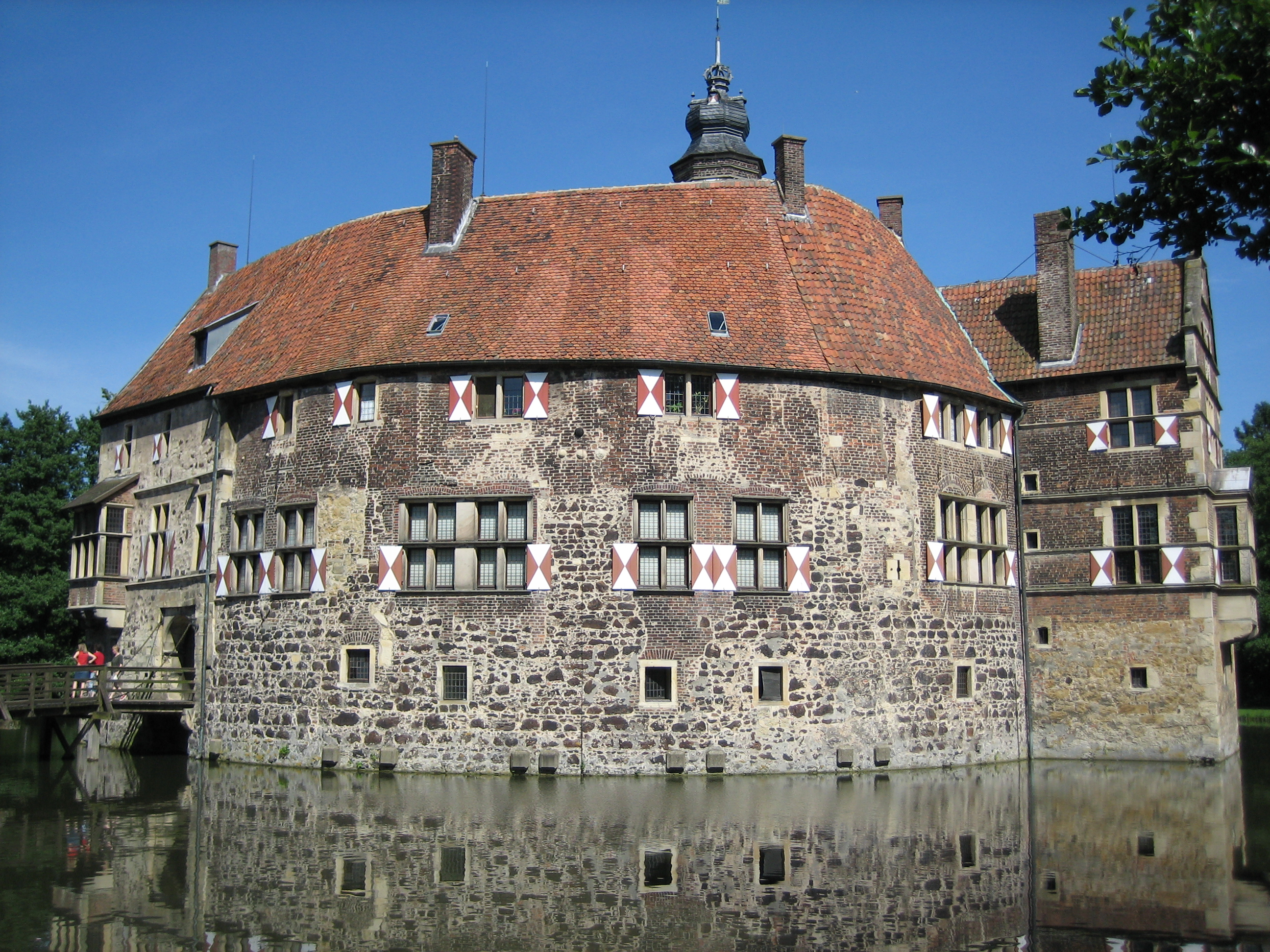
Burg Vischering, Lüdinghausen

- Ladbergen → Liste der Museen im Kreis Steinfurt
- Laer → Liste der Museen im Kreis Steinfurt
- Lage → Liste der Museen im Kreis Lippe
- Langenfeld (Rheinland) → Liste der Museen im Kreis Mettmann
- Langerwehe → Liste der Museen im Kreis Düren
- Lemgo → Liste der Museen im Kreis Lippe
- Lennestadt → Liste der Museen im Kreis Olpe
- Leopoldshöhe → Liste der Museen im Kreis Lippe
- Leverkusen → Liste der Museen in Leverkusen
- Lichtenau → Liste der Museen im Kreis Paderborn
- Lindlar → Liste der Museen im Oberbergischen Kreis
- Linnich → Liste der Museen im Kreis Düren
- Lippstadt → Liste der Museen im Kreis Soest
- Löhne → Liste der Museen im Kreis Herford
- Lübbecke → Liste der Museen im Kreis Minden-Lübbecke
- Lüdenscheid → Liste der Museen im Märkischen Kreis
- Lüdinghausen → Liste der Museen im Kreis Coesfeld
- Lügde → Liste der Museen im Kreis Lippe
- Lünen → Liste der Museen im Kreis Unna

## M

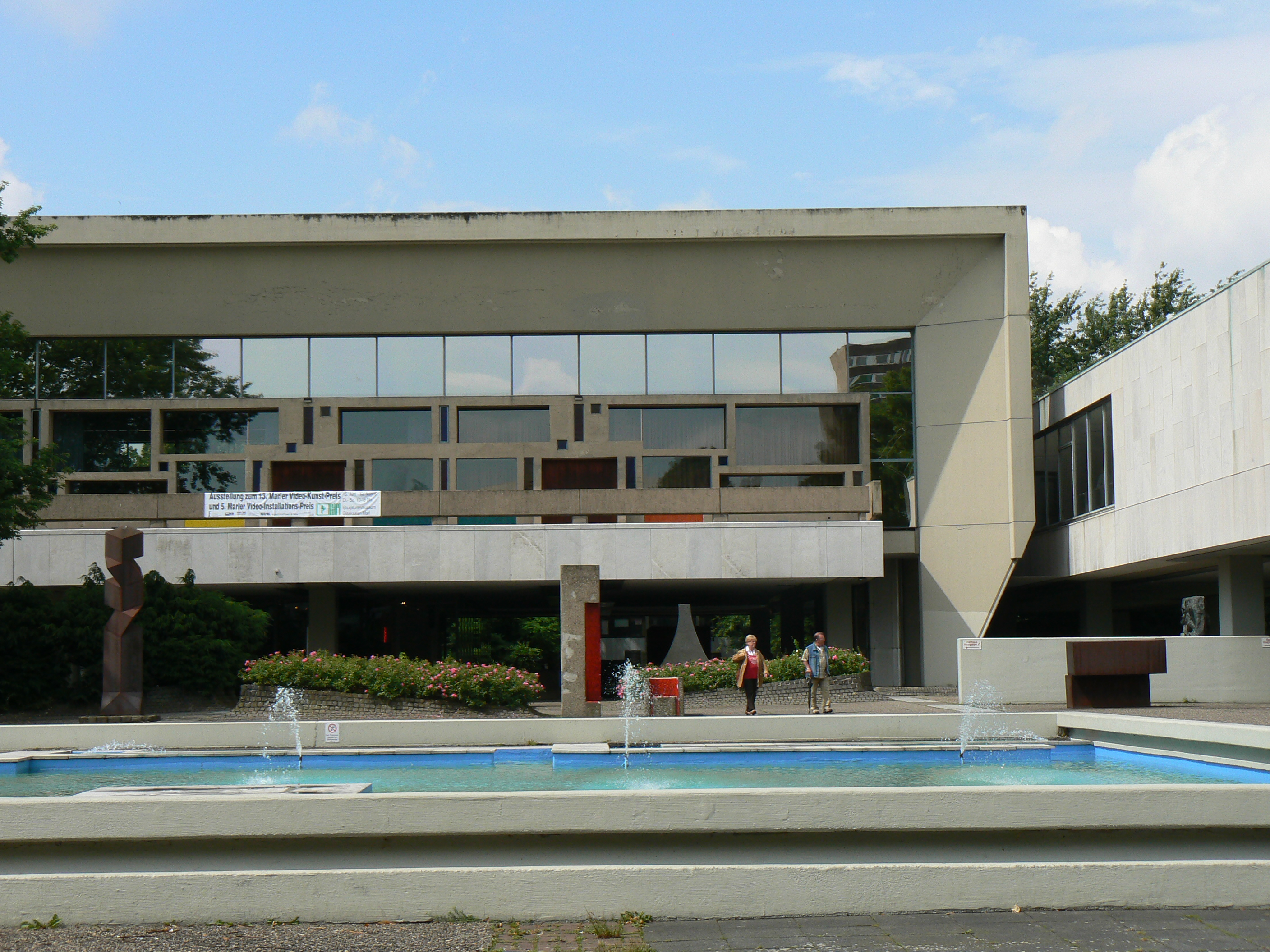
Skulpturenmuseum Glaskasten, Marl

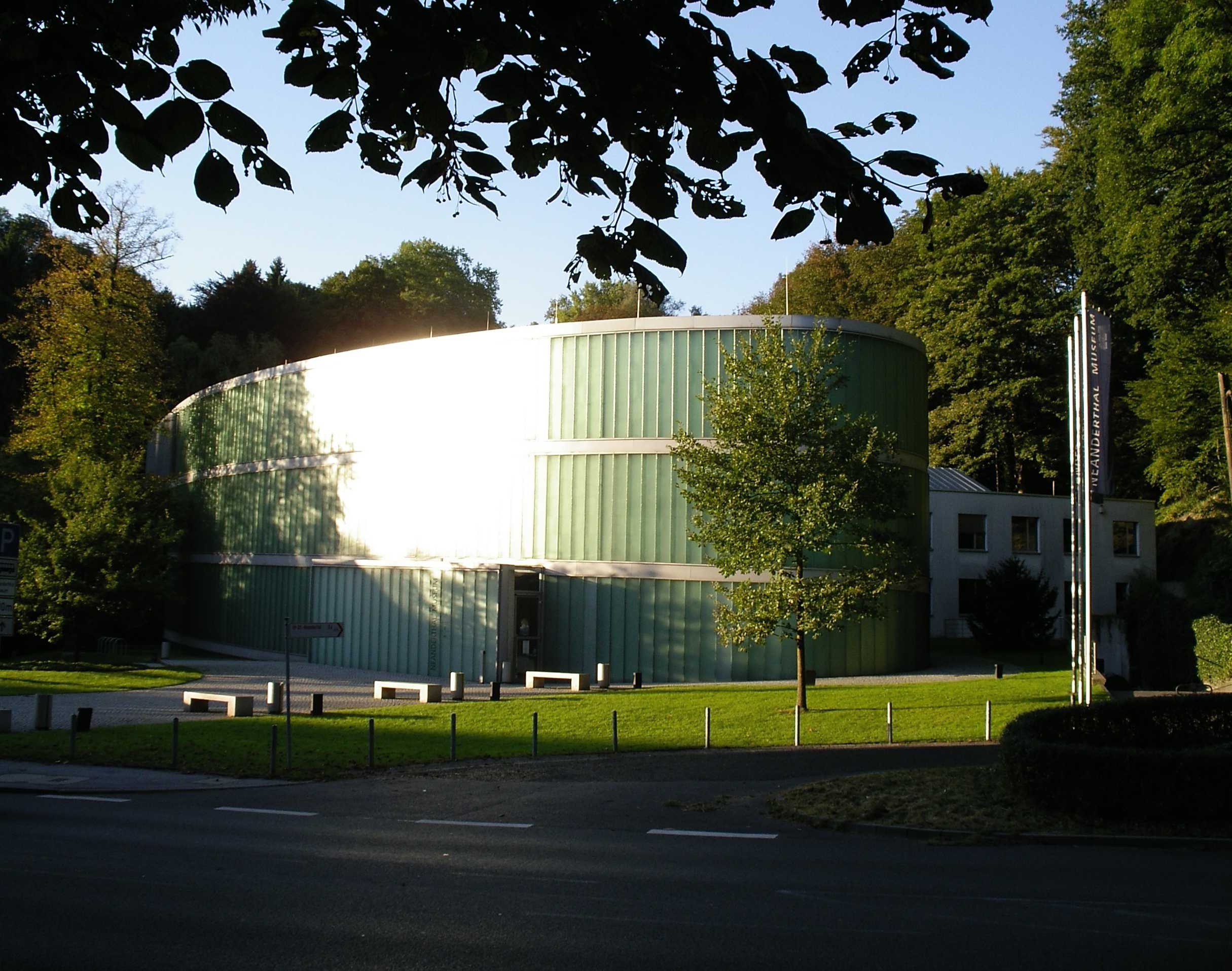
Neanderthal Museum, Mettmann

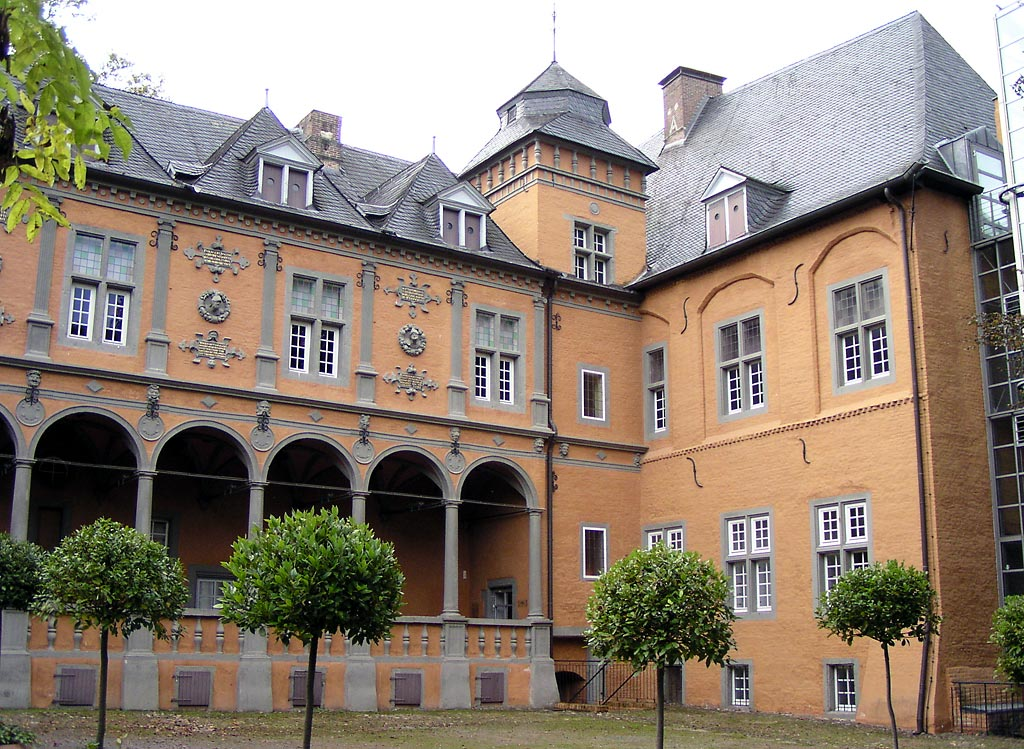
Schloss Rheydt, Mönchengladbach

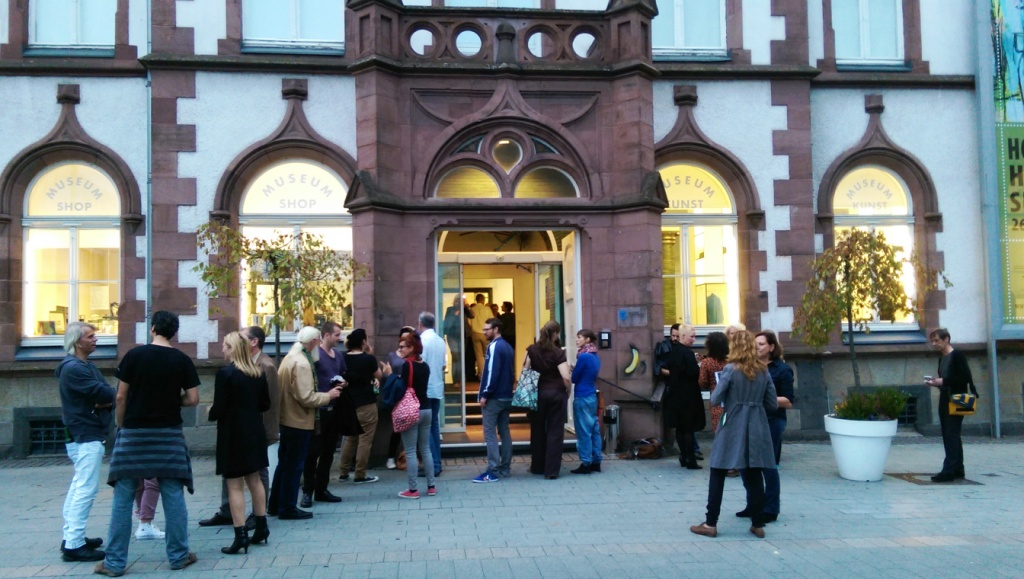
Kunstmuseum, Mülheim an der Ruhr

- Marienheide → Liste der Museen im Oberbergischen Kreis
- Marl → Liste der Museen im Kreis Recklinghausen
- Marsberg  → Liste der Museen im Hochsauerlandkreis
- Mechernich → Liste der Museen im Kreis Euskirchen
- Meerbusch → Liste der Museen im Rhein-Kreis Neuss
- Medebach → Liste der Museen im Hochsauerlandkreis
- Menden → Liste der Museen im Märkischen Kreis
- Merzenich → Liste der Museen im Kreis Düren
- Meschede → Liste der Museen im Hochsauerlandkreis
- Metelen → Liste der Museen im Kreis Steinfurt
- Mettingen → Liste der Museen im Kreis Steinfurt
- Mettmann → Liste der Museen im Kreis Mettmann
- Minden → Liste der Museen im Kreis Minden-Lübbecke
- Möhnesee → Liste der Museen im Kreis Soest
- Moers → Liste der Museen im Kreis Wesel
- Monheim am Rhein → Liste der Museen im Kreis Mettmann
- Monschau → Liste der Museen in der Städteregion Aachen
- Mönchengladbach → Liste der Museen in Mönchengladbach
- Mülheim an der Ruhr → Liste der Museen in Mülheim an der Ruhr
- Münster → Liste der Museen in Münster

## N

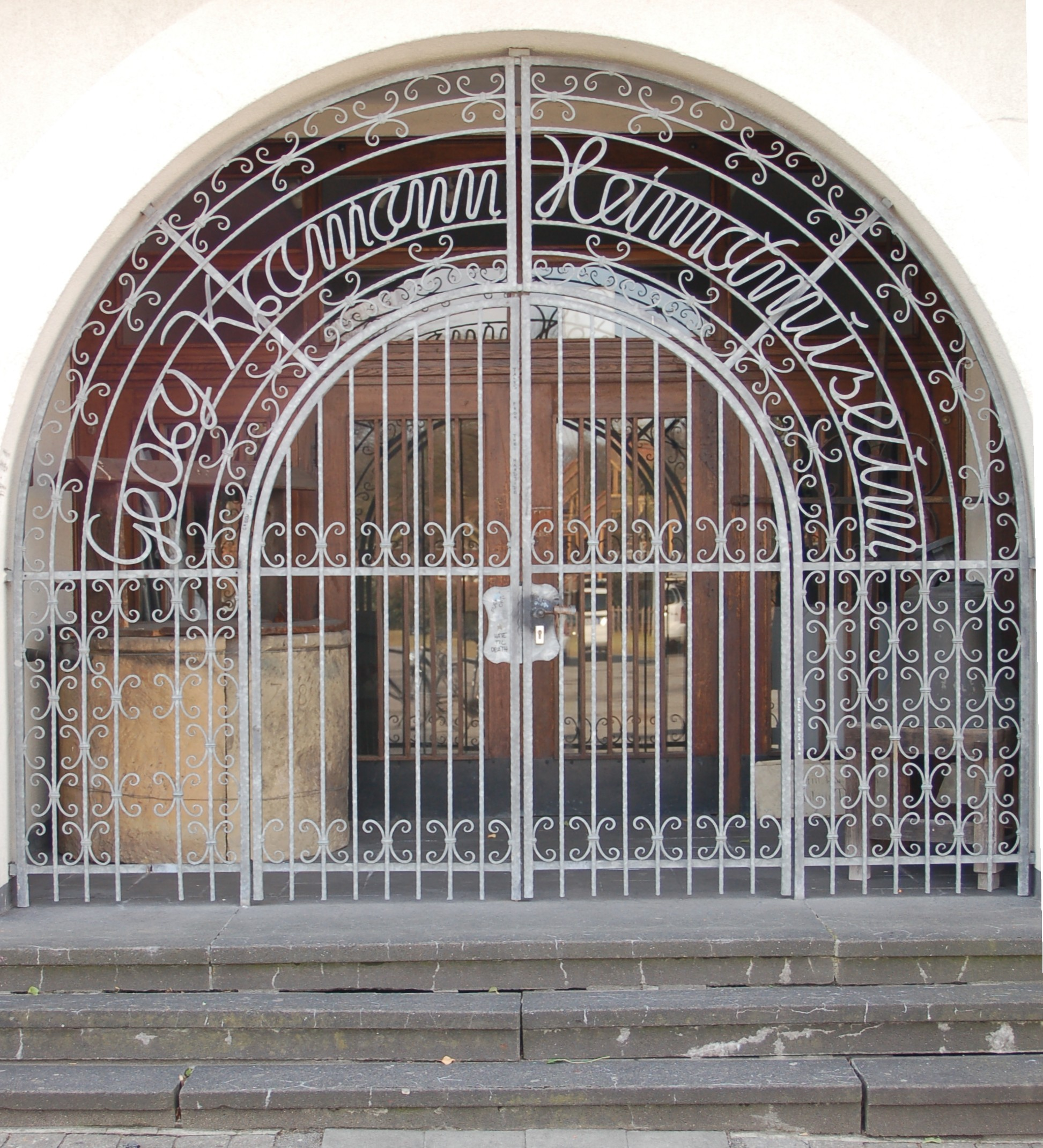
Georg-Kramann-Heimatmuseum, Nordwalde

- Netphen → Liste der Museen im Kreis Siegen-Wittgenstein
- Nettersheim → Liste der Museen im Kreis Euskirchen
- Nettetal → Liste der Museen im Kreis Viersen
- Neukirchen-Vluyn → Liste der Museen im Kreis Wesel
- Neunkirchen → Liste der Museen im Kreis Siegen-Wittgenstein
- Neuss → Liste der Museen im Rhein-Kreis Neuss
- Nideggen → Liste der Museen im Kreis Düren
- Niederzier → Liste der Museen im Kreis Düren
- Niederzier → Liste der Museen im Kreis Düren
- Nieheim → Liste der Museen im Kreis Höxter
- Nordwalde → Liste der Museen im Kreis Steinfurt
- Nümbrecht → Liste der Museen im Oberbergischen Kreis
- Nörvenich → Liste der Museen im Kreis Düren

## O

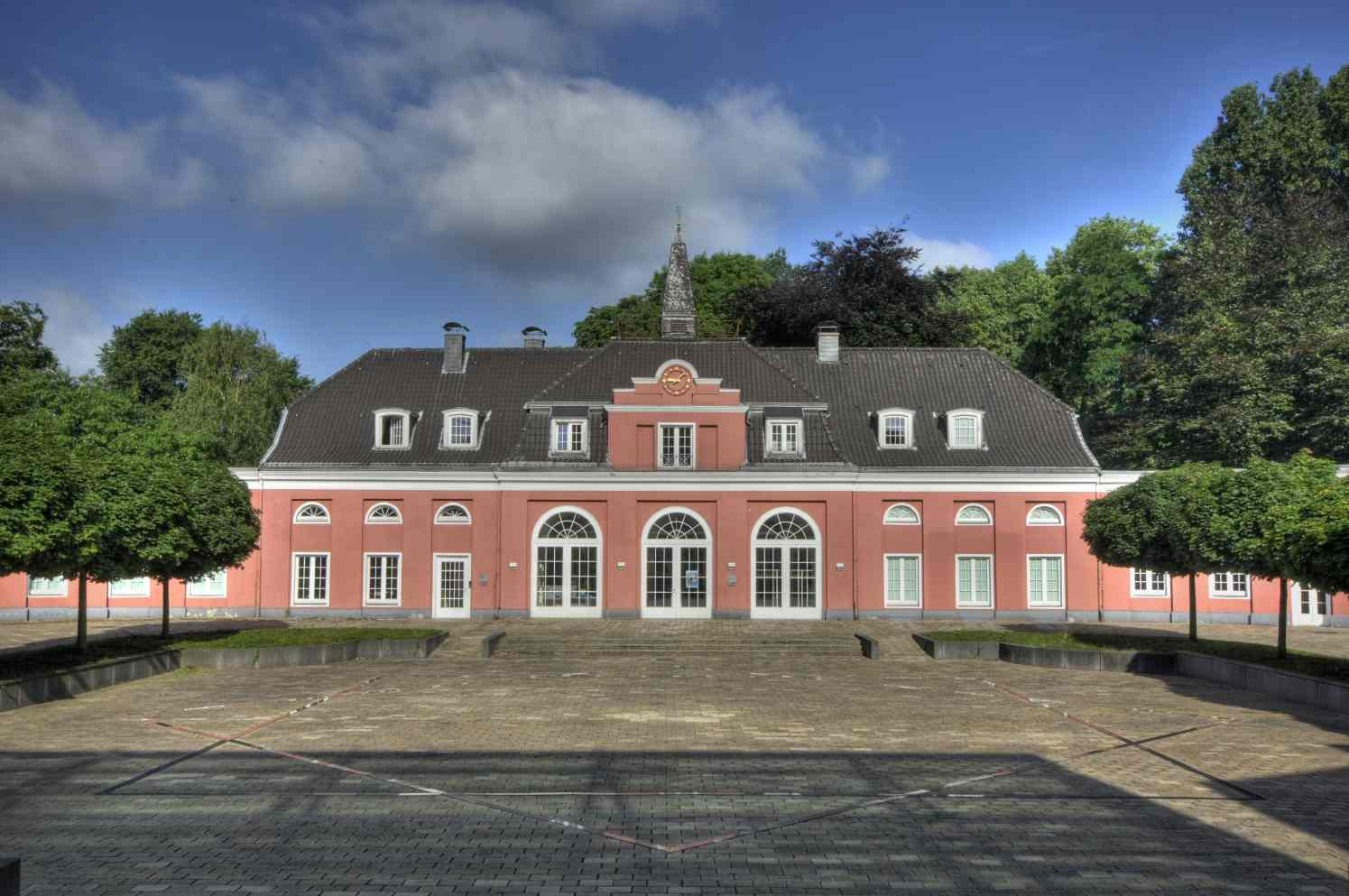
Kleines Schloss der Ludwig Galerie, Oberhausen

- Oberhausen → Liste der Museen in Oberhausen
- Ochtrup → Liste der Museen im Kreis Steinfurt
- Oelde → Liste der Museen im Kreis Warendorf
- Oerlinghausen → Liste der Museen im Kreis Lippe
- Ostbevern → Liste der Museen im Kreis Warendorf

## P

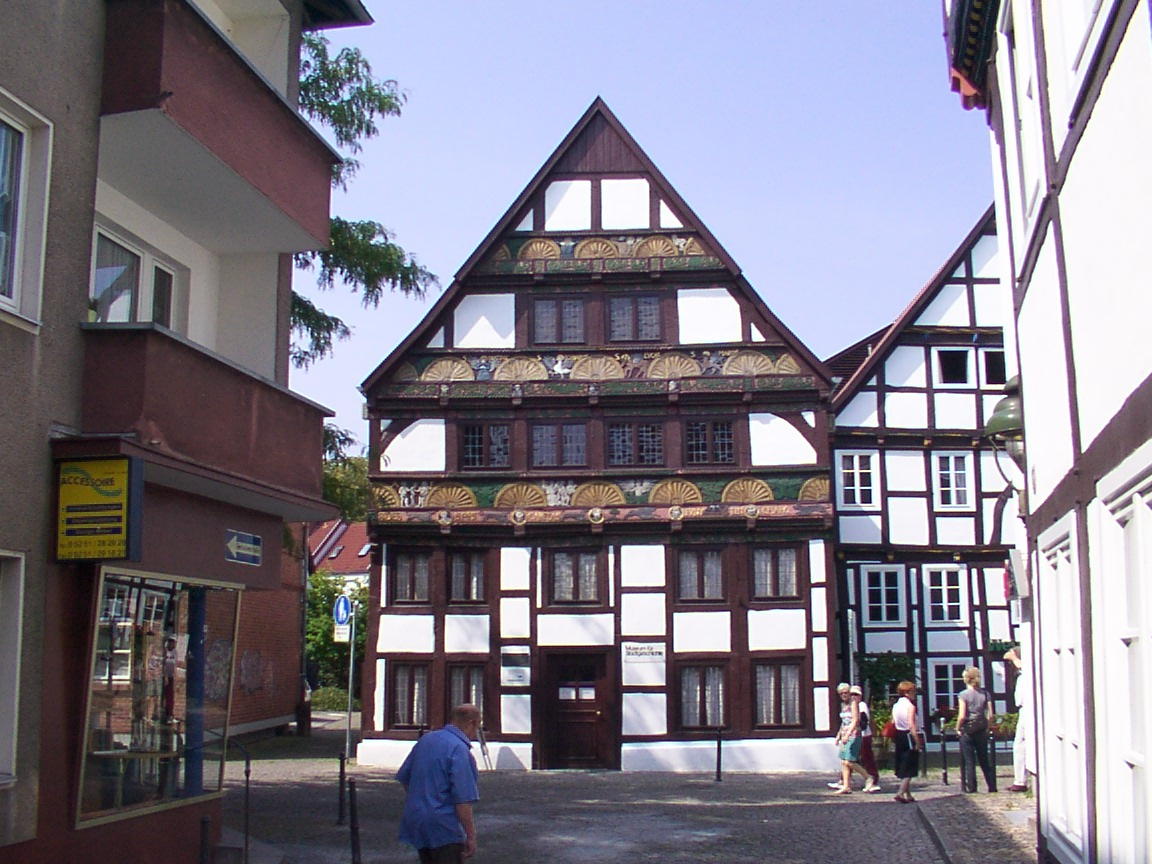
Museum für Stadtgeschichte im Adam-und-Eva-Haus, Paderborn

- Paderborn → Liste der Museen im Kreis Paderborn
- Petershagen → Liste der Museen im Kreis Minden-Lübbecke
- Plettenberg → Liste der Museen im Märkischen Kreis
- Porta Westfalica → Liste der Museen im Kreis Minden-Lübbecke
- Preußisch Oldendorf → Liste der Museen im Kreis Minden-Lübbecke
- Pulheim → Liste der Museen im Rhein-Erft-Kreis

## R

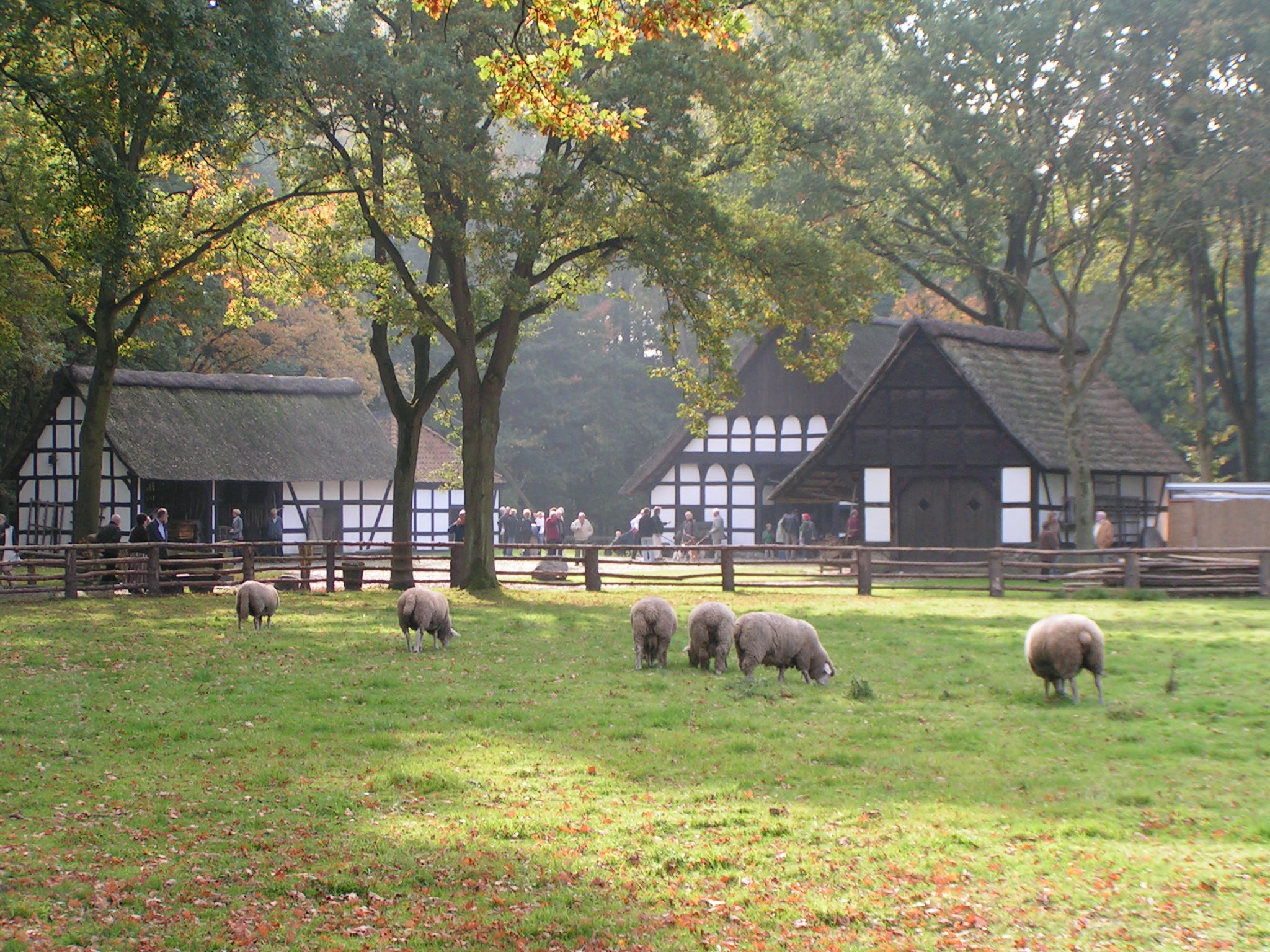
Museumshof, Rahden

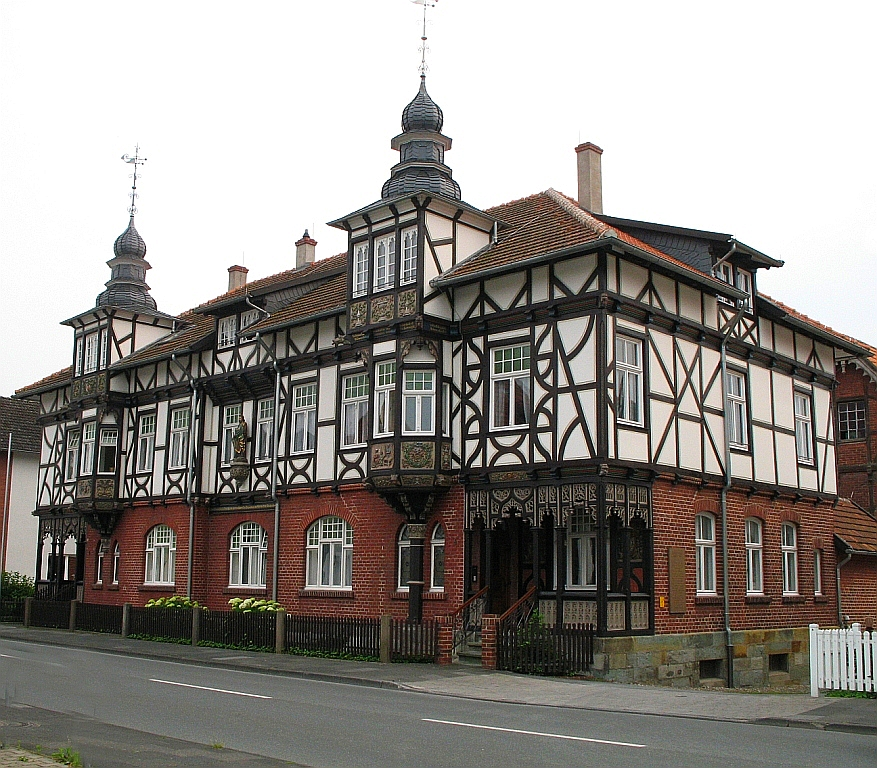
Wiedenbrücker Schule, Rheda-Wiedenbrück

- Radevormwald → Liste der Museen im Oberbergischen Kreis
- Raesfeld → Liste der Museen im Kreis Borken
- Rahden → Liste der Museen im Kreis Minden-Lübbecke
- Ratingen → Liste der Museen im Kreis Mettmann
- Recke → Liste der Museen im Kreis Steinfurt
- Recklinghausen → Liste der Museen im Kreis Recklinghausen
- Reken → Liste der Museen im Kreis Borken
- Remscheid → Liste der Museen in Remscheid
- Rheda-Wiedenbrück → Liste der Museen im Kreis Gütersloh
- Rhede → Liste der Museen im Kreis Borken
- Rheinbach → Liste der Museen im Rhein-Sieg-Kreis
- Rheinberg → Liste der Museen im Kreis Wesel
- Rheine → Liste der Museen im Kreis Steinfurt
- Rödinghausen → Liste der Museen im Kreis Herford
- Rommerskirchen → Liste der Museen im Rhein-Kreis Neuss
- Roetgen →  Liste der Museen in der Städteregion Aachen
- Rüthen → Liste der Museen im Kreis Soest

## S

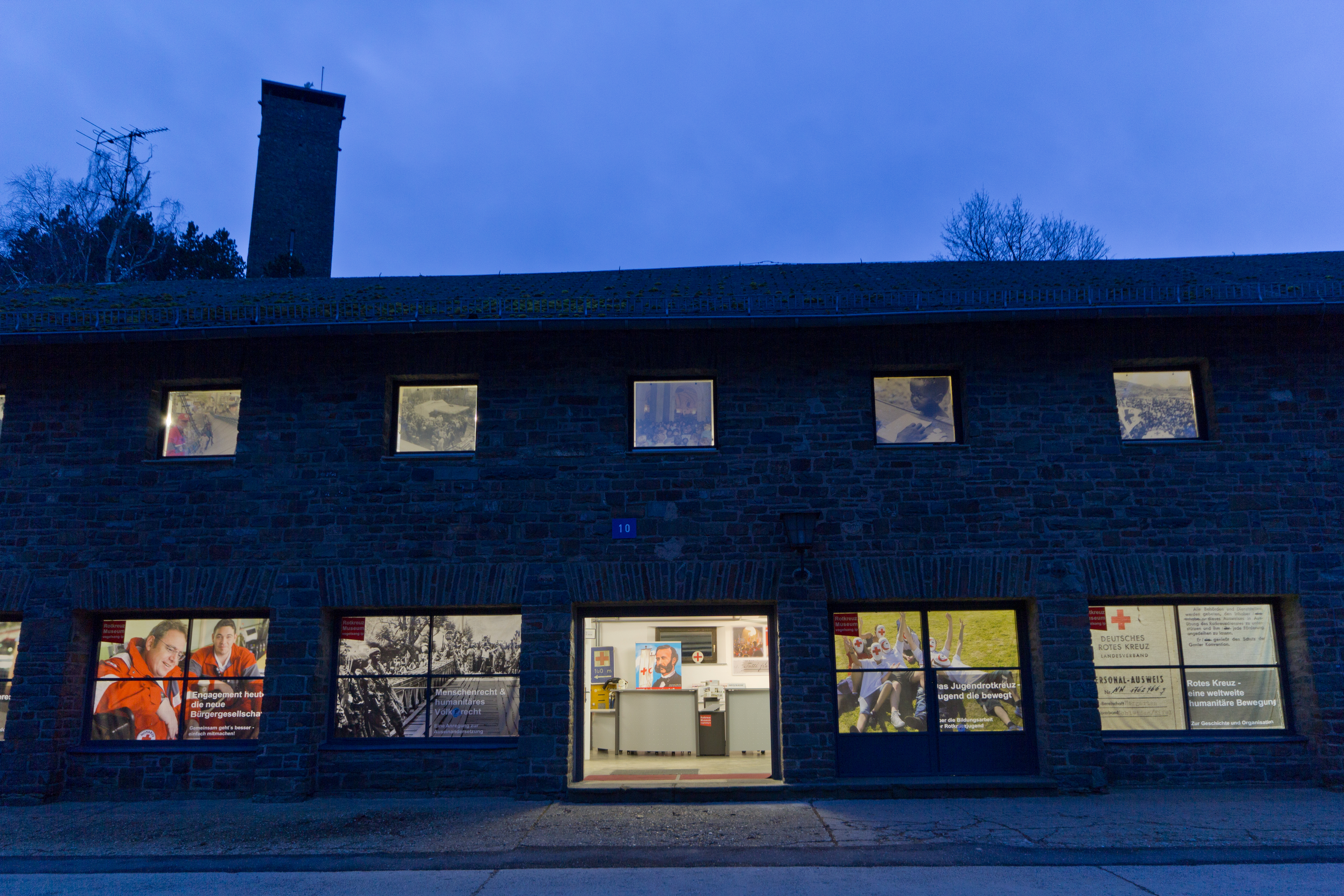
Rotkreuz-Museum vogelsang ip, Schleiden

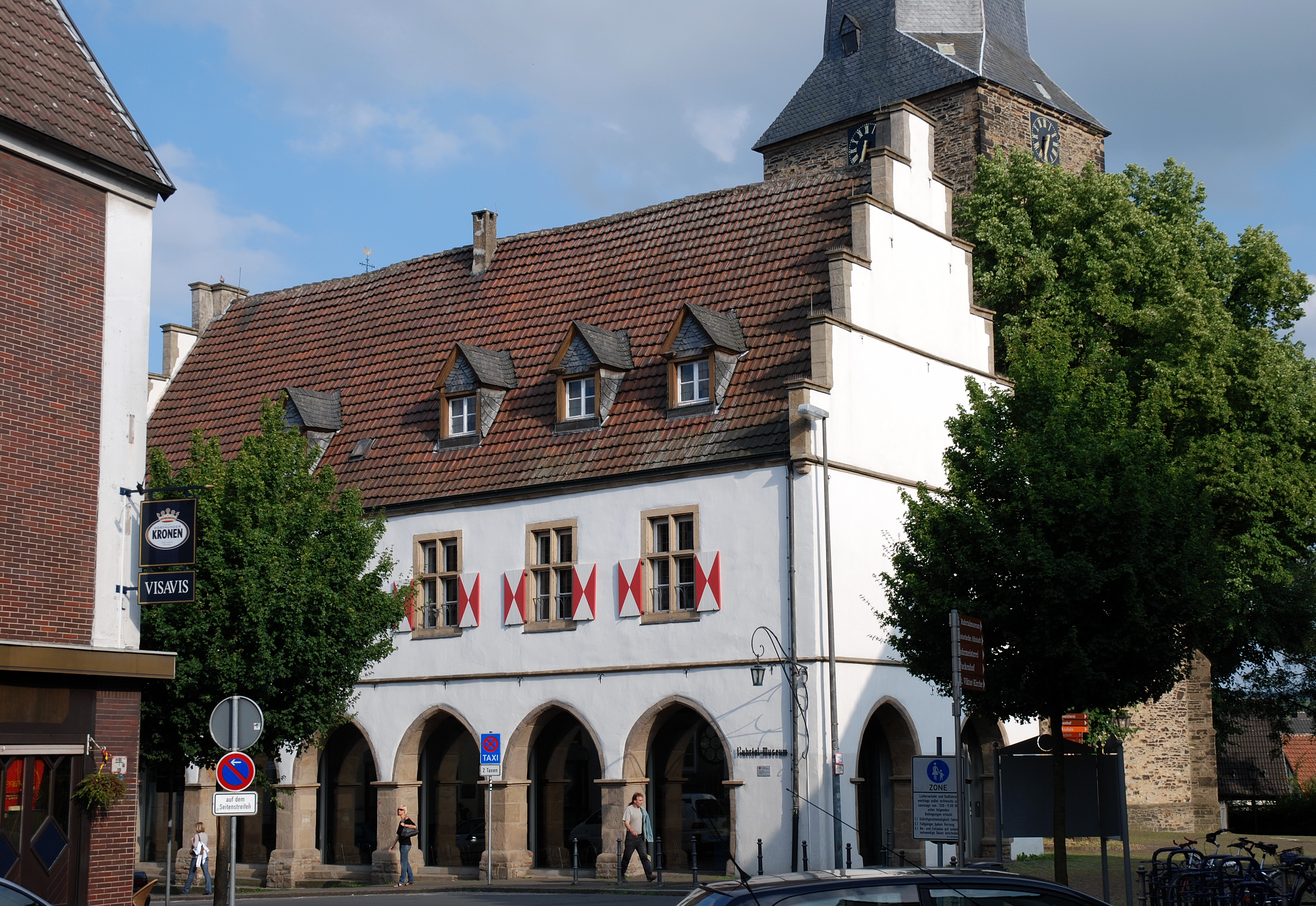
Ruhrtalmuseum, Schwerte

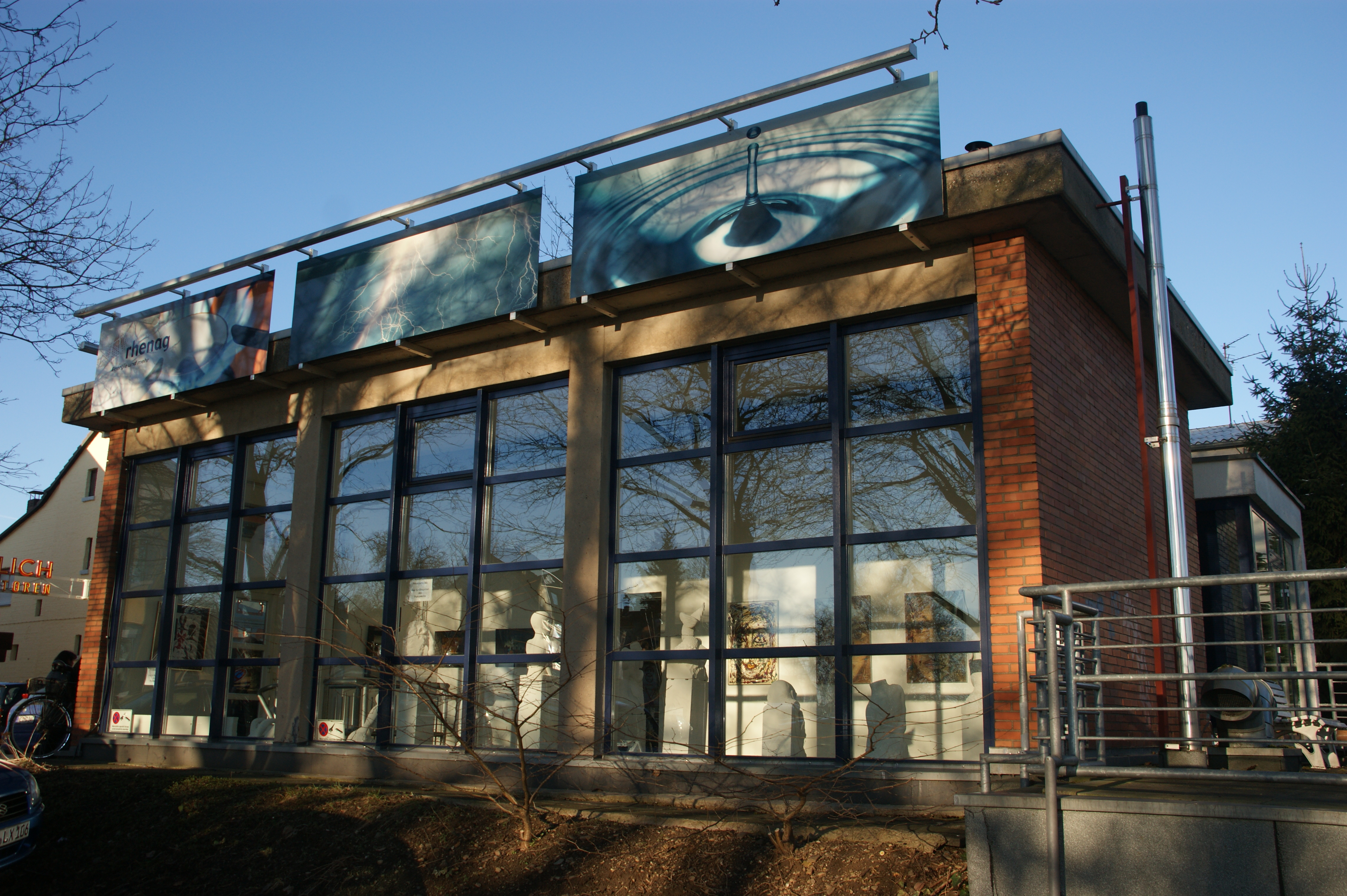
Kunstverein für den Rhein-Sieg-Kreis im Pumpwerk, Siegburg

- Saerbeck → Liste der Museen im Kreis Steinfurt
- Salzkotten → Liste der Museen im Kreis Paderborn
- Sankt Augustin → Liste der Museen im Rhein-Sieg-Kreis
- Schermbeck → Liste der Museen im Kreis Wesel
- Schieder-Schwalenberg → Liste der Museen im Kreis Lippe
- Schlangen → Liste der Museen im Kreis Lippe
- Schleiden → Liste der Museen im Kreis Euskirchen
- Schmallenberg → Liste der Museen im Hochsauerlandkreis
- Schöppingen → Liste der Museen im Kreis Borken
- Schwelm → Liste der Museen im Ennepe-Ruhr-Kreis
- Schwerte → Liste der Museen im Kreis Unna
- Selfkant → Liste der Museen im Kreis Heinsberg
- Selm → Liste der Museen im Kreis Unna
- Siegburg → Liste der Museen im Rhein-Sieg-Kreis
- Siegen → Liste der Museen im Kreis Siegen-Wittgenstein
- Simmerath →  Liste der Museen in der Städteregion Aachen
- Soest → Liste der Museen im Kreis Soest
- Solingen → Liste der Museen in Solingen
- Sonsbeck → Liste der Museen im Kreis Wesel
- Spenge → Liste der Museen im Kreis Herford
- Stadtlohn → Liste der Museen im Kreis Borken
- Steinheim → Liste der Museen im Kreis Höxter
- Steinfurt → Liste der Museen im Kreis Steinfurt
- Stemwede → Liste der Museen im Kreis Minden-Lübbecke
- Stolberg (Rhld.) →  Liste der Museen in der Städteregion Aachen
- Sundern (Sauerland) → Liste der Museen im Hochsauerlandkreis
- Swisttal → Liste der Museen im Rhein-Sieg-Kreis

## T

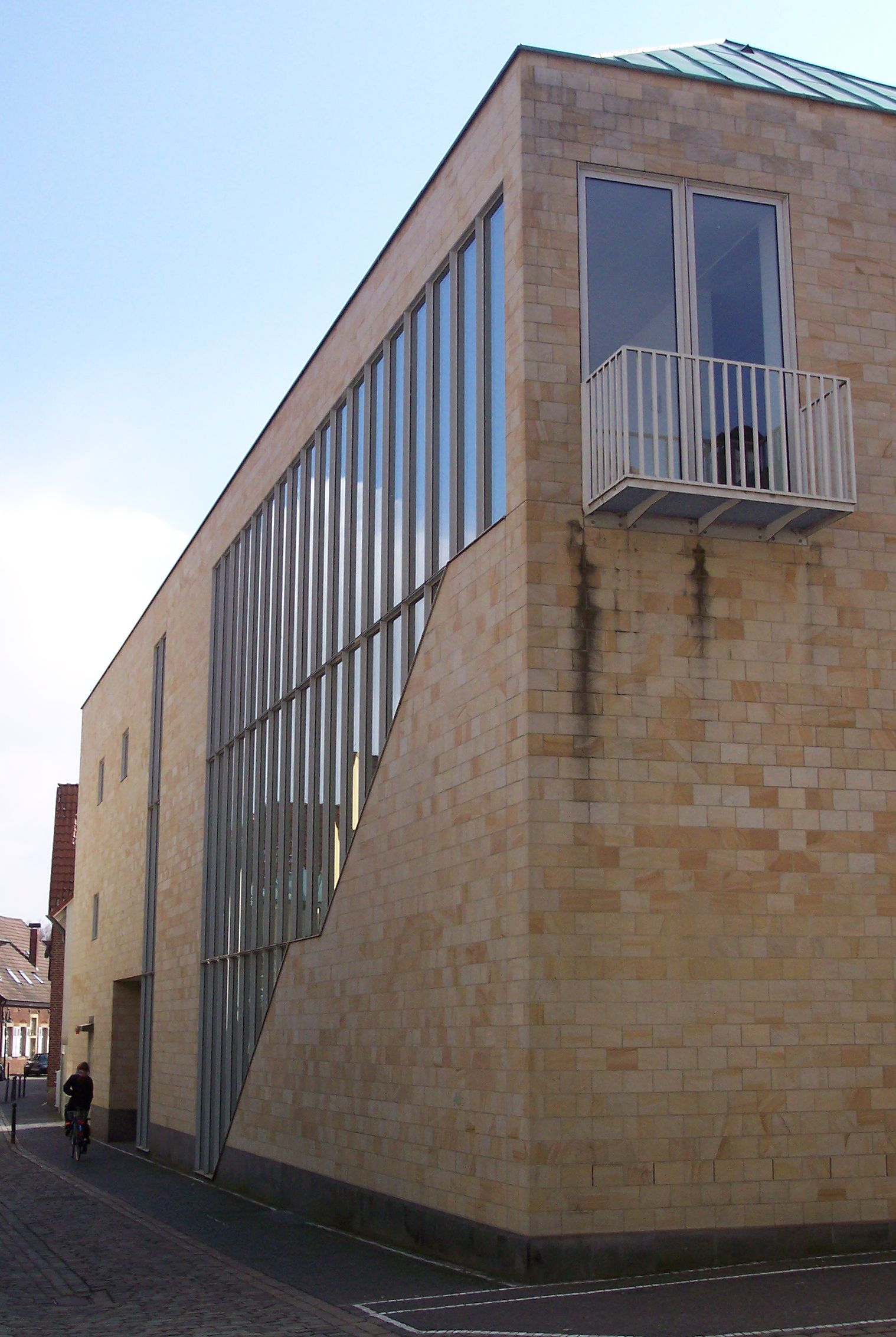
RELíGIO, Telgte

- Tecklenburg → Liste der Museen im Kreis Steinfurt
- Telgte → Liste der Museen im Kreis Warendorf
- Titz → Liste der Museen im Kreis Düren
- Troisdorf → Liste der Museen im Rhein-Sieg-Kreis

## U
- Unna → Liste der Museen im Kreis Unna

## V

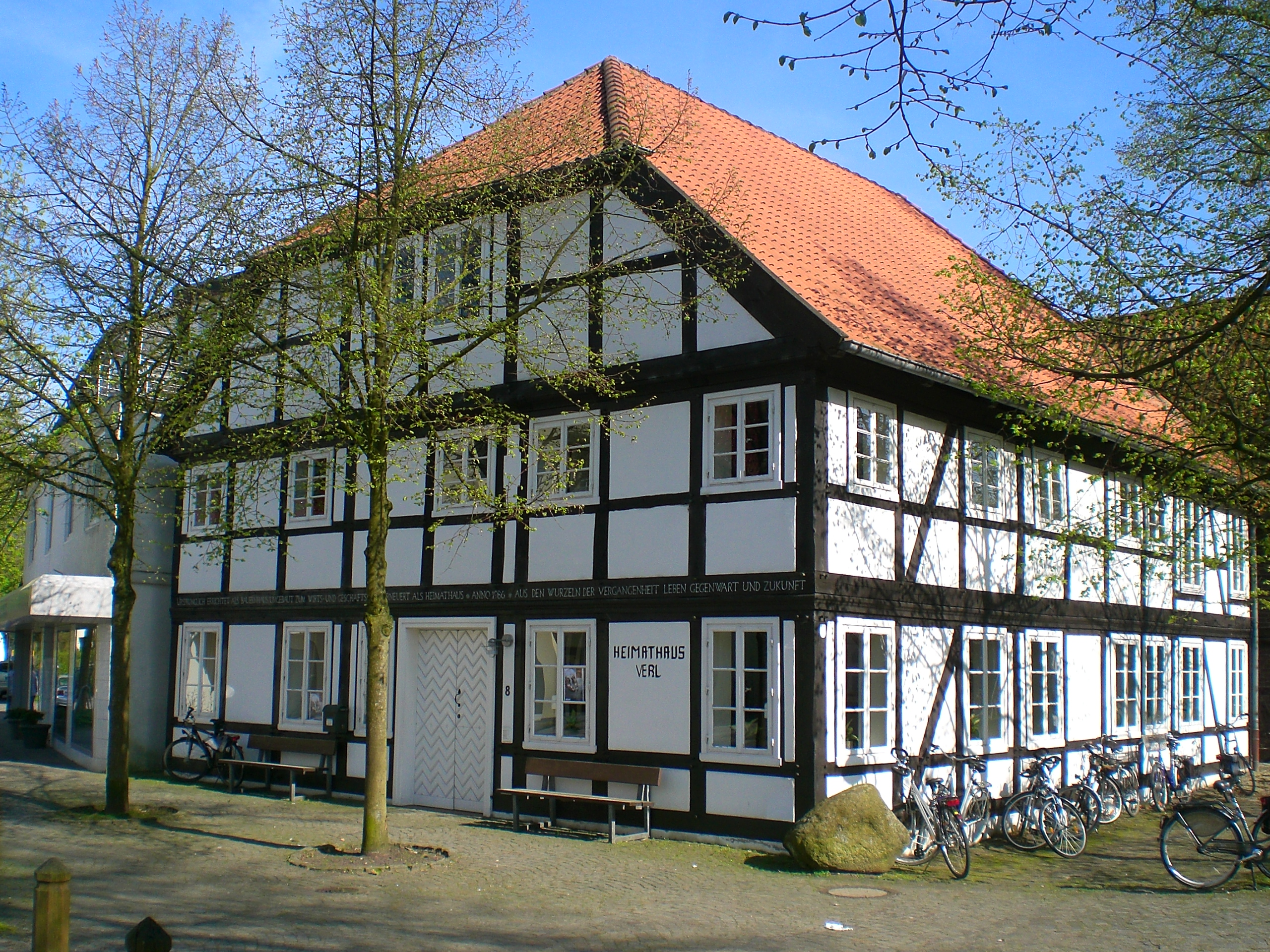
Heimathaus, Verl

- Velbert → Liste der Museen im Kreis Mettmann
- Velen → Liste der Museen im Kreis Borken
- Verl → Liste der Museen im Kreis Gütersloh
- Viersen → Liste der Museen im Kreis Viersen
- Vlotho → Liste der Museen im Kreis Herford
- Vreden → Liste der Museen im Kreis Borken

## W

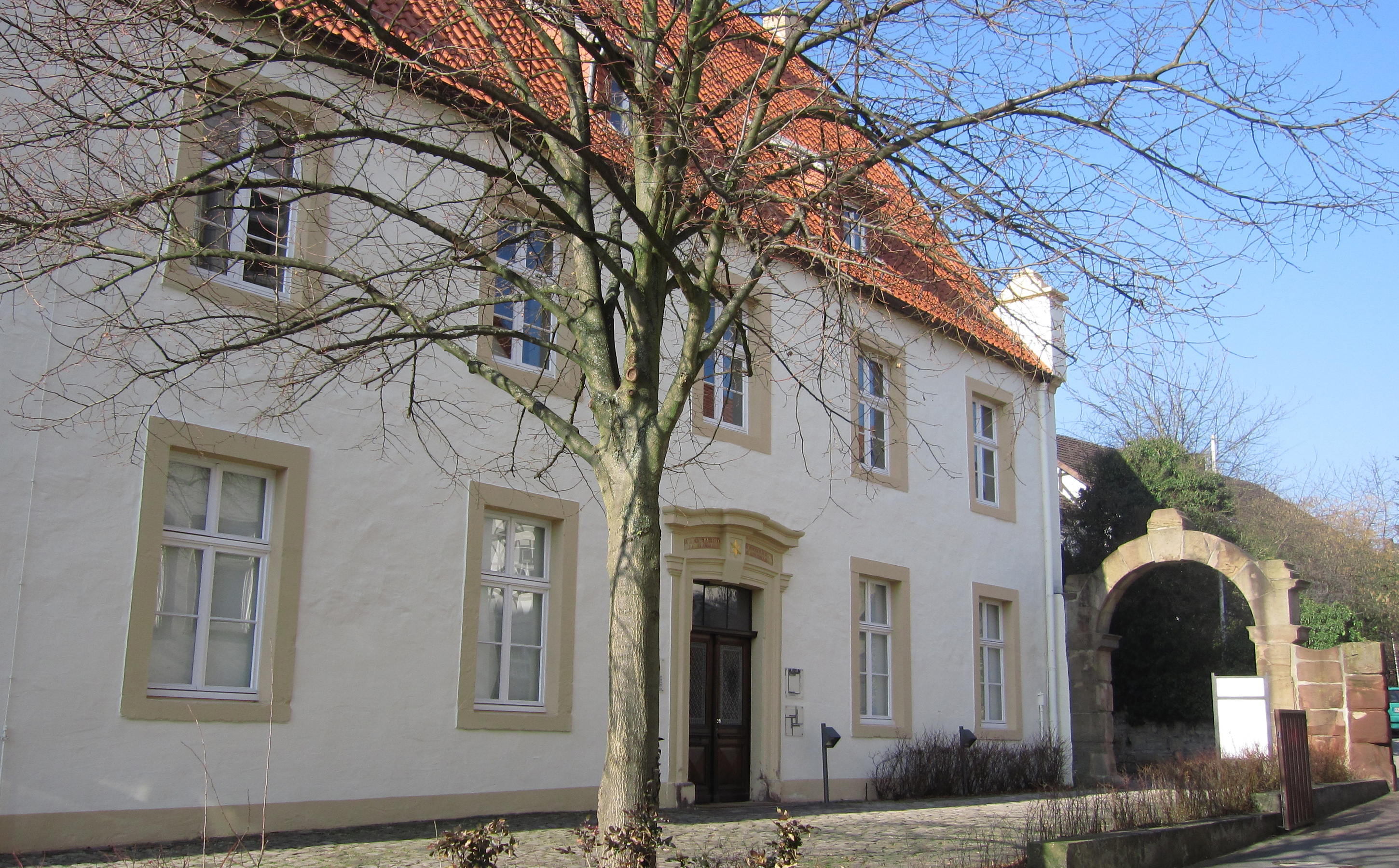
Museum im Stern, Warburg

- Wachtberg → Liste der Museen im Rhein-Sieg-Kreis
- Wadersloh → Liste der Museen im Kreis Warendorf
- Waldfeucht → Liste der Museen im Kreis Heinsberg
- Waltrop → Liste der Museen im Kreis Recklinghausen
- Warburg → Liste der Museen im Kreis Höxter
- Warendorf → Liste der Museen im Kreis Warendorf
- Warstein → Liste der Museen im Kreis Soest
- Wegberg → Liste der Museen im Kreis Heinsberg
- Welver → Liste der Museen im Kreis Soest
- Wenden → Liste der Museen im Kreis Olpe
- Werdohl → Liste der Museen im Märkischen Kreis
- Werl → Liste der Museen im Kreis Soest
- Werne → Liste der Museen im Kreis Unna
- Wesel → Liste der Museen im Kreis Wesel
- Westerkappeln → Liste der Museen im Kreis Steinfurt
- Wetter (Ruhr) → Liste der Museen im Ennepe-Ruhr-Kreis
- Wiehl → Liste der Museen im Oberbergischen Kreis
- Willebadessen → Liste der Museen im Kreis Höxter
- Willich → Liste der Museen im Kreis Viersen
- Wilnsdorf → Liste der Museen im Kreis Siegen-Wittgenstein
- Windeck → Liste der Museen im Rhein-Sieg-Kreis
- Winterberg → Liste der Museen im Hochsauerlandkreis
- Wipperfürth  → Liste der Museen im Oberbergischen Kreis
- Witten → Liste der Museen im Ennepe-Ruhr-Kreis
- Wuppertal → Liste der Museen in Wuppertal
- Wülfrath → Liste der Museen im Kreis Mettmann

## X

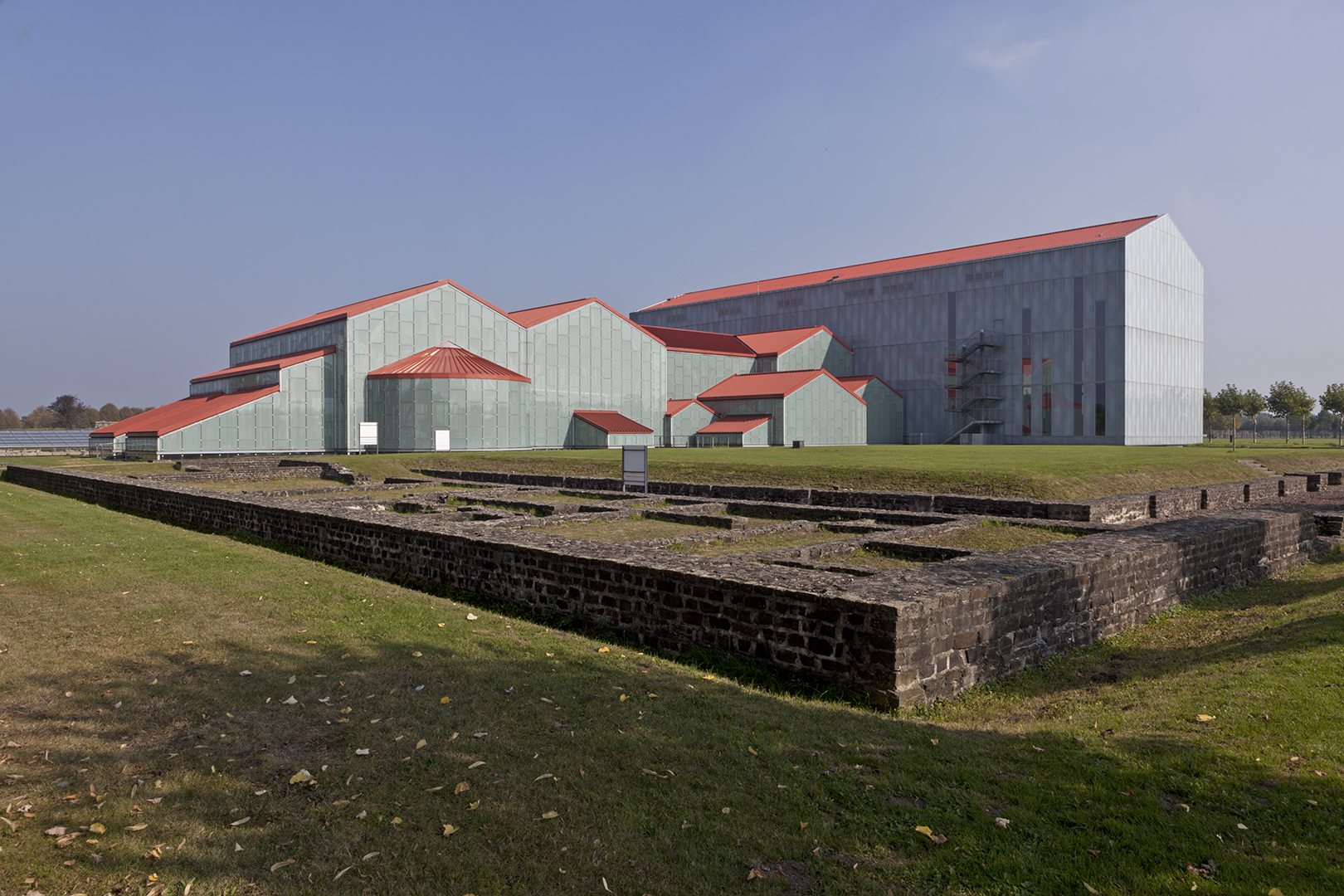
LVR-RömerMuseum, Xanten

- Xanten → Liste der Museen im Kreis Wesel

## Z

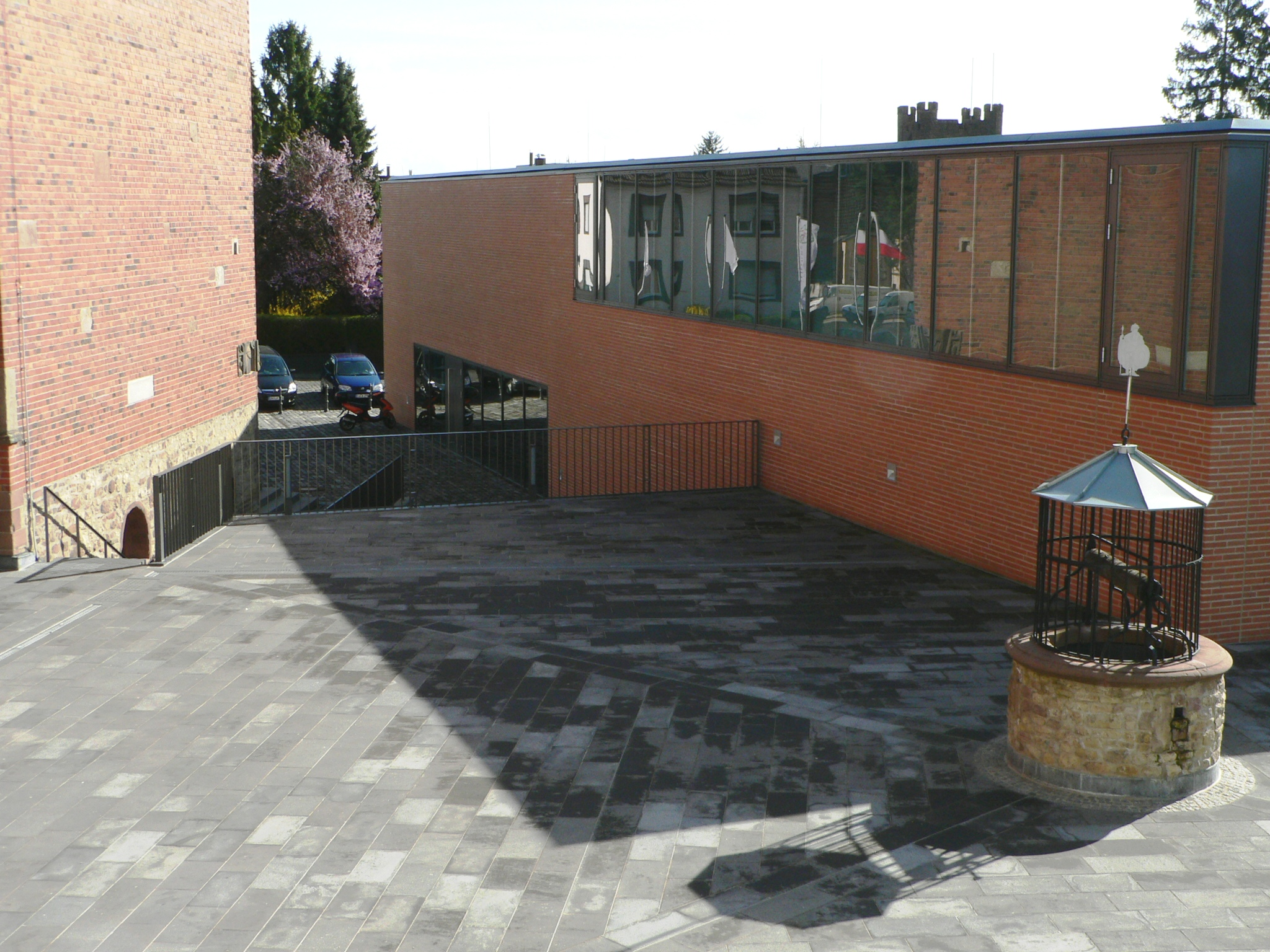
Museum der Badekultur, Zülpich

- Zülpich → Liste der Museen im Kreis Euskirchen